# Liste Münchner Straßennamen/B

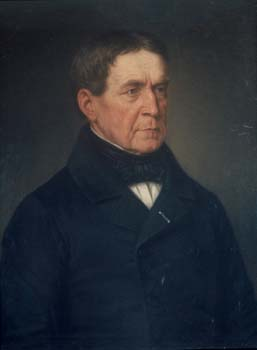
Franz Xaver von Baader

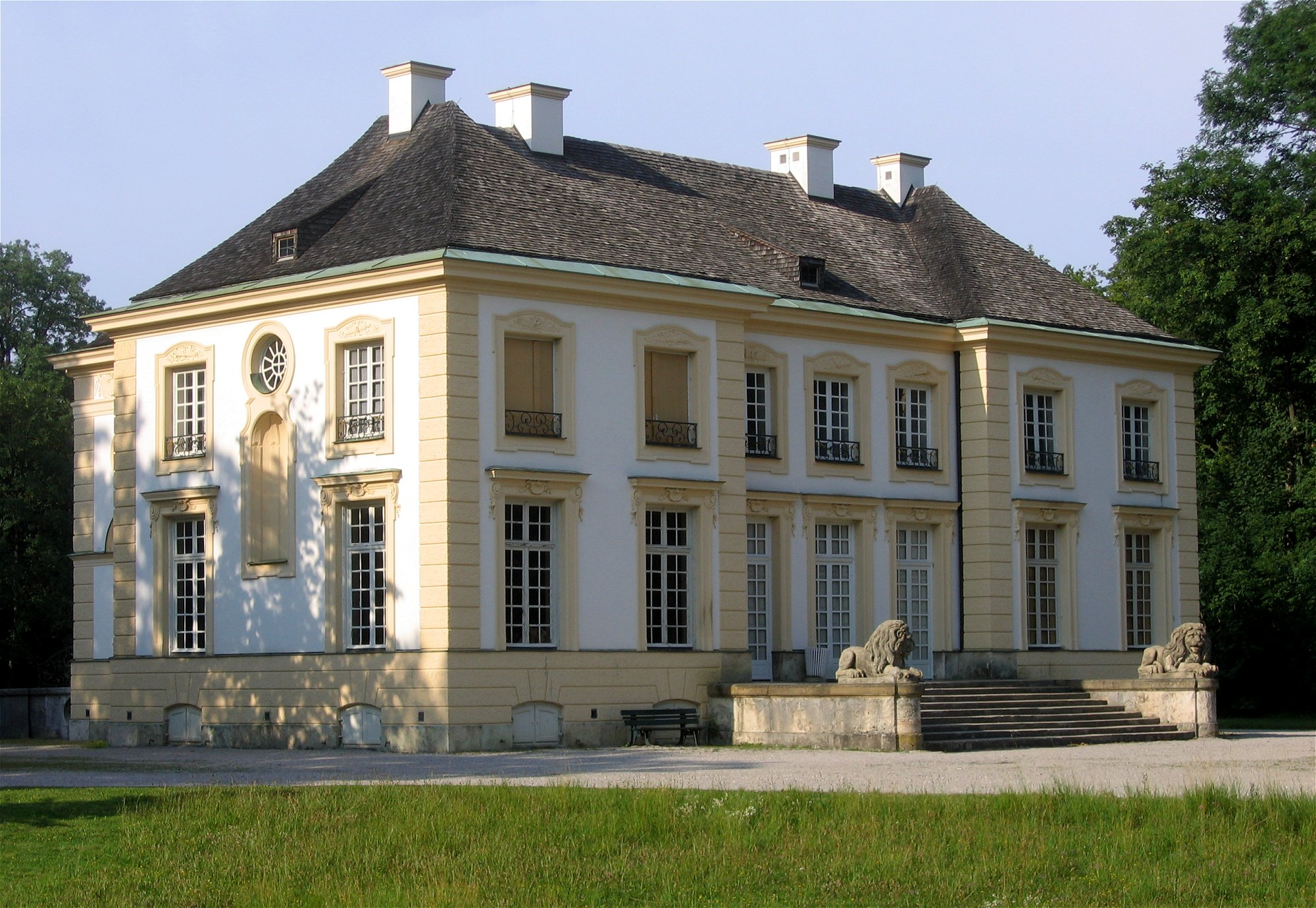
Badenburg

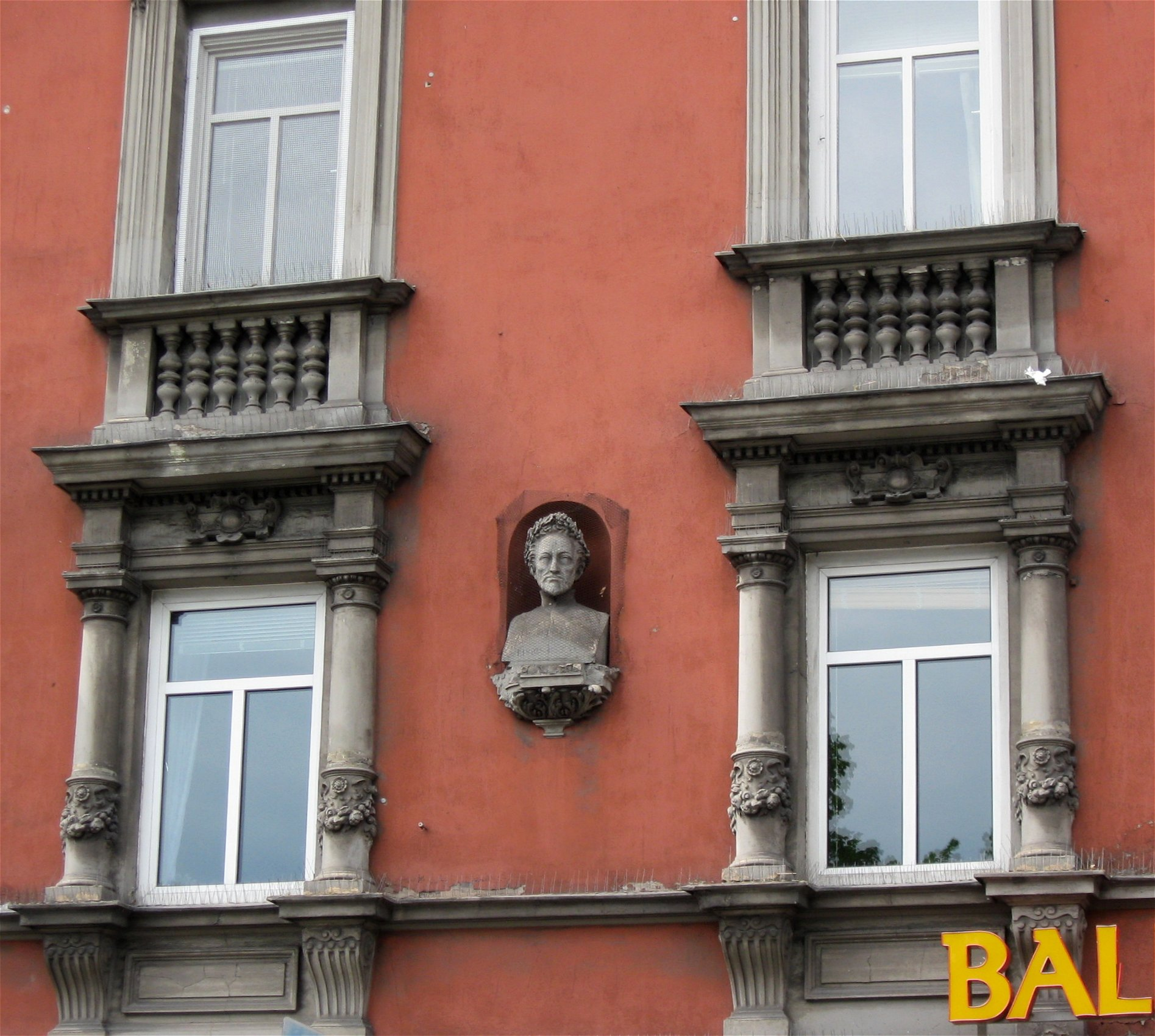
Büste des Dichters Jakob Balde an einem Haus am Baldeplatz

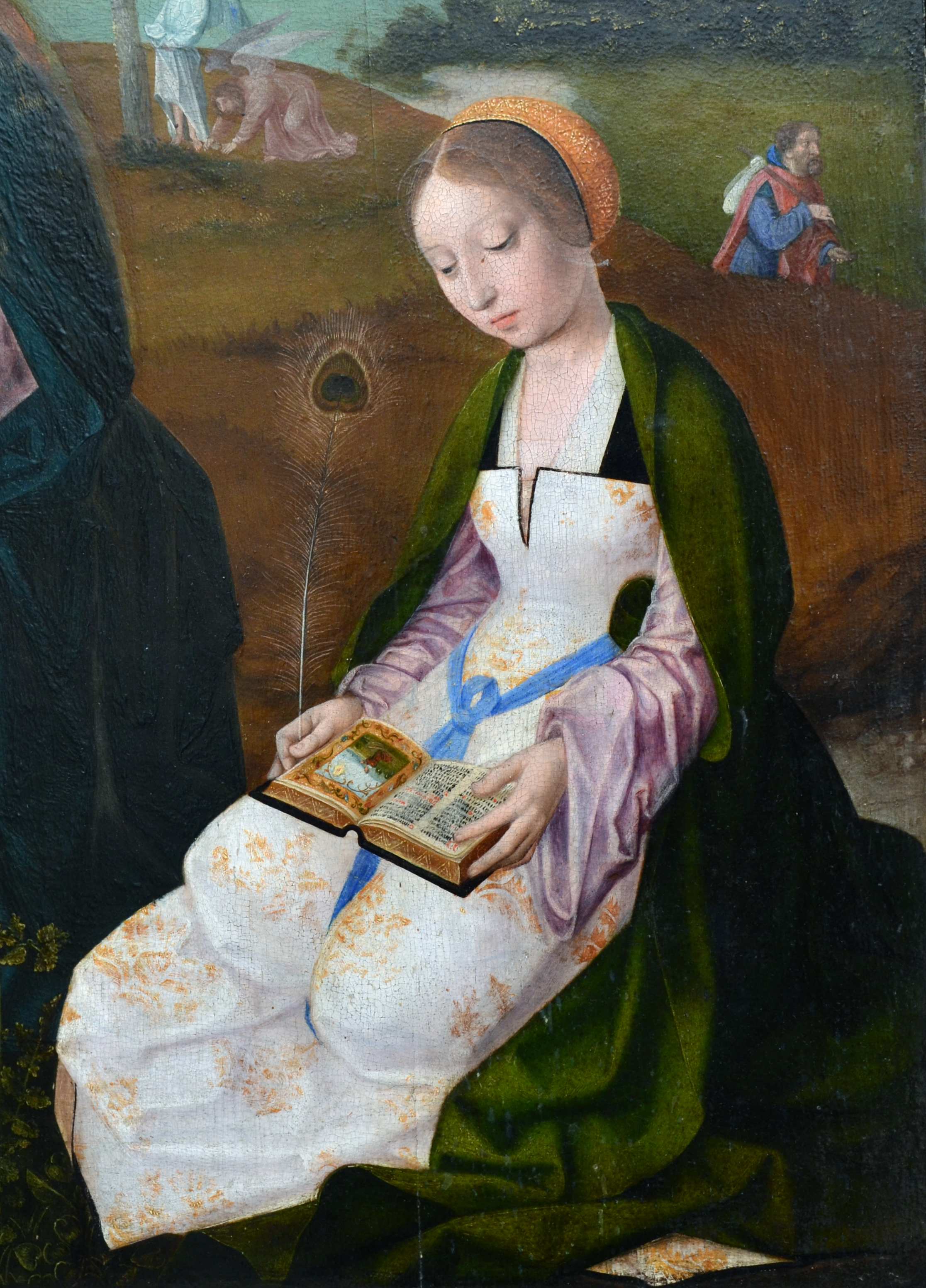
Barbara von Nikomedien

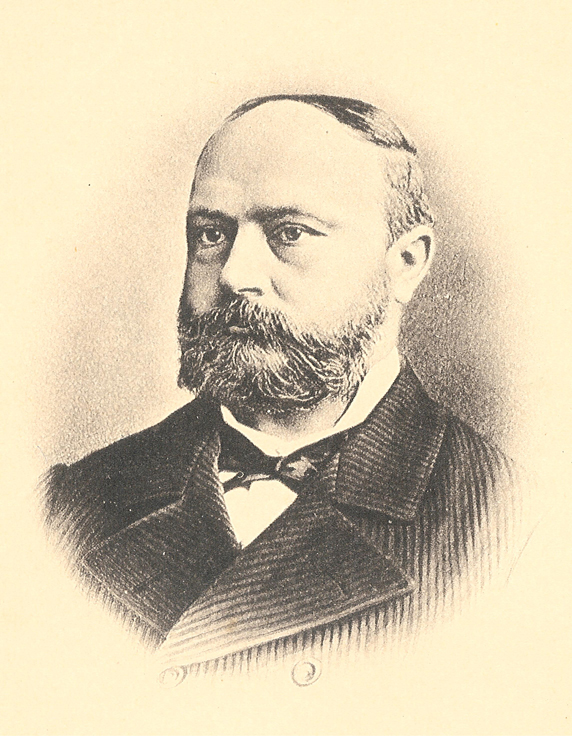
Rudolf Baumbach

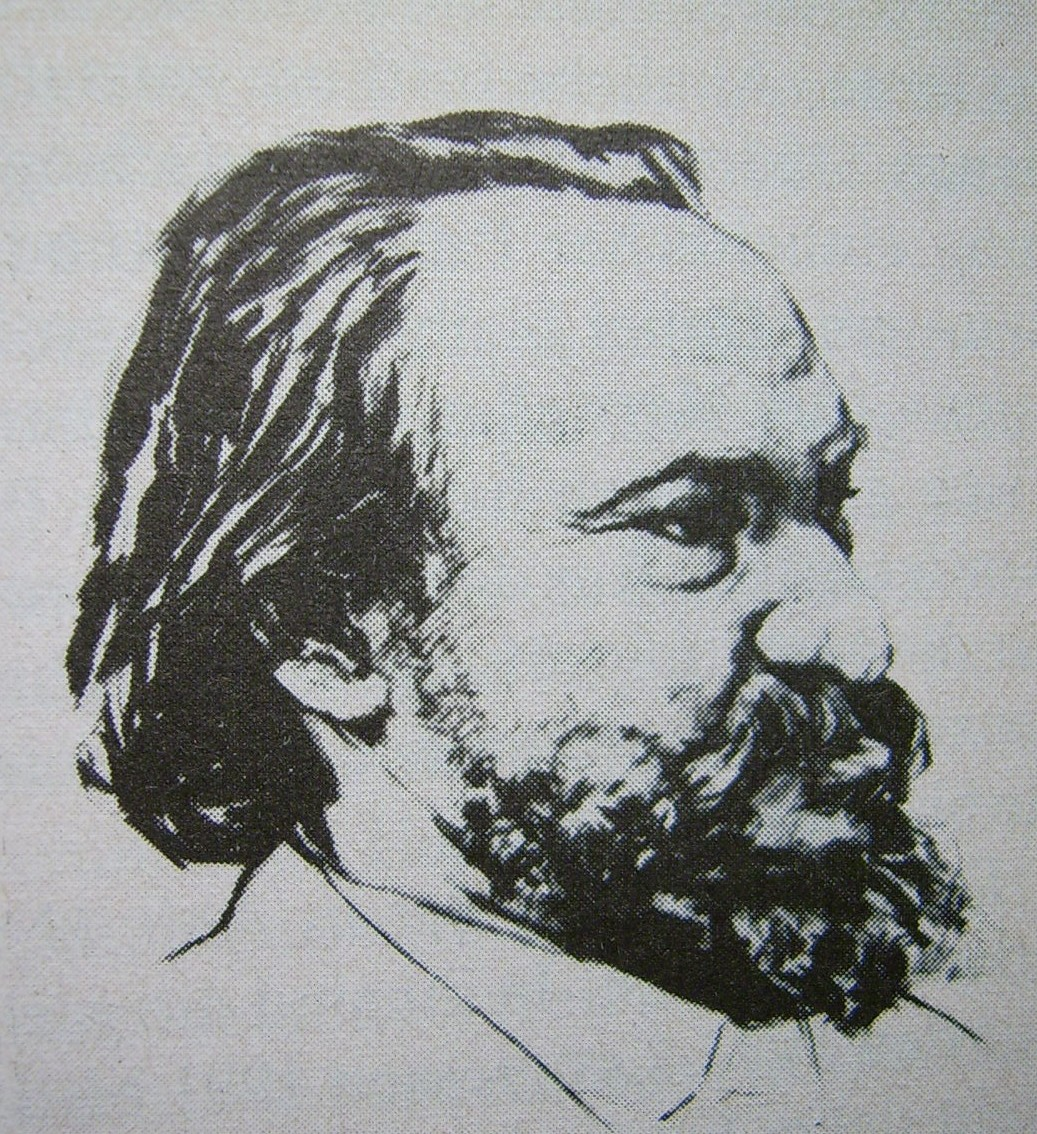
Johann Bauschinger

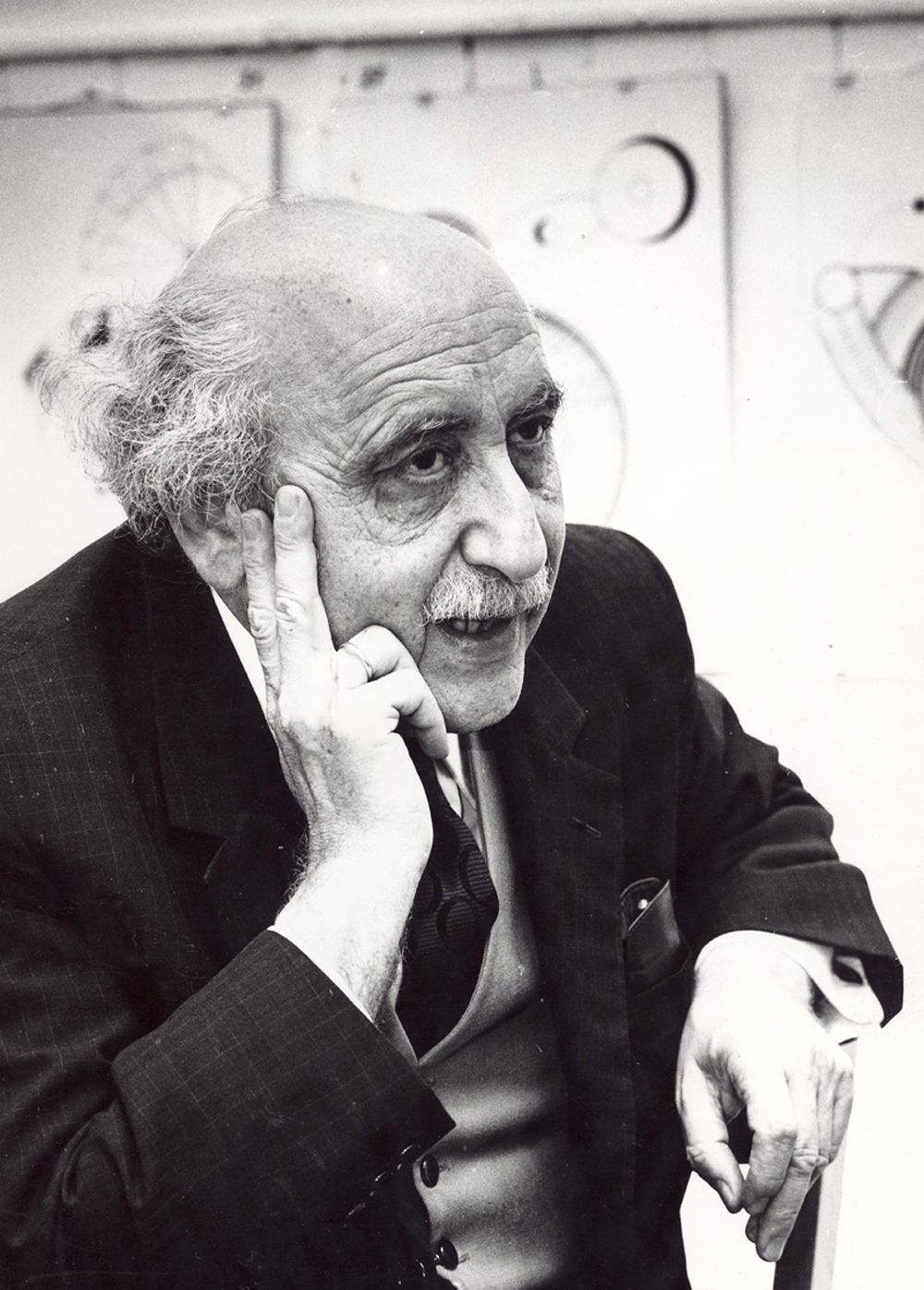
Schalom Ben-Chorin

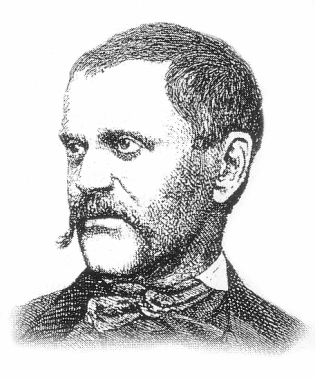
August Freiherr von Berlepsch

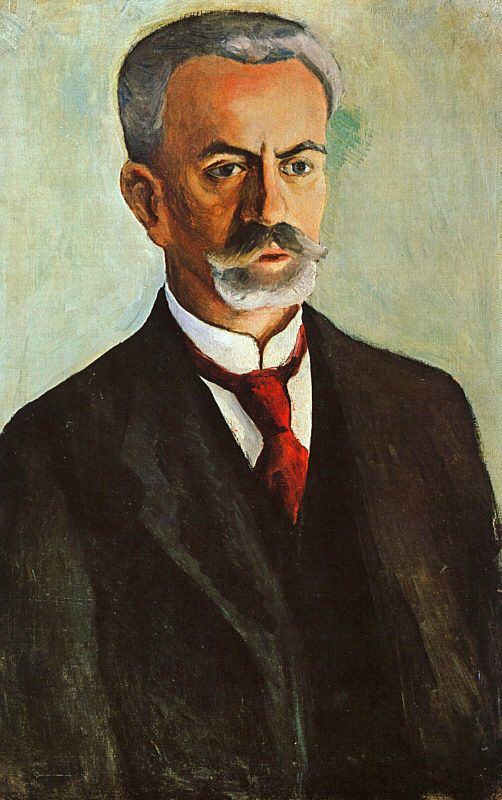
August Macke: Porträt Bernhard Koehler (1910)

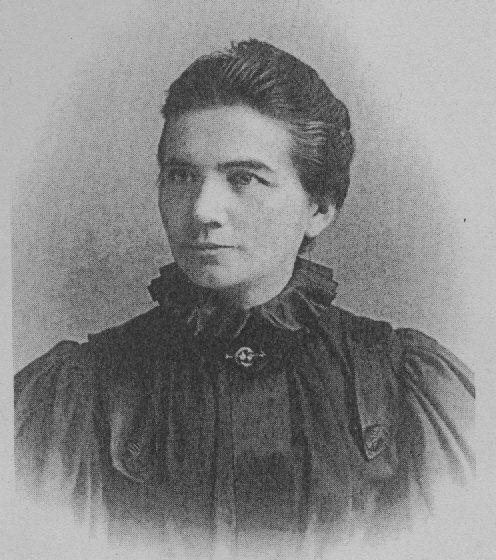
Bertha Kipfmüller

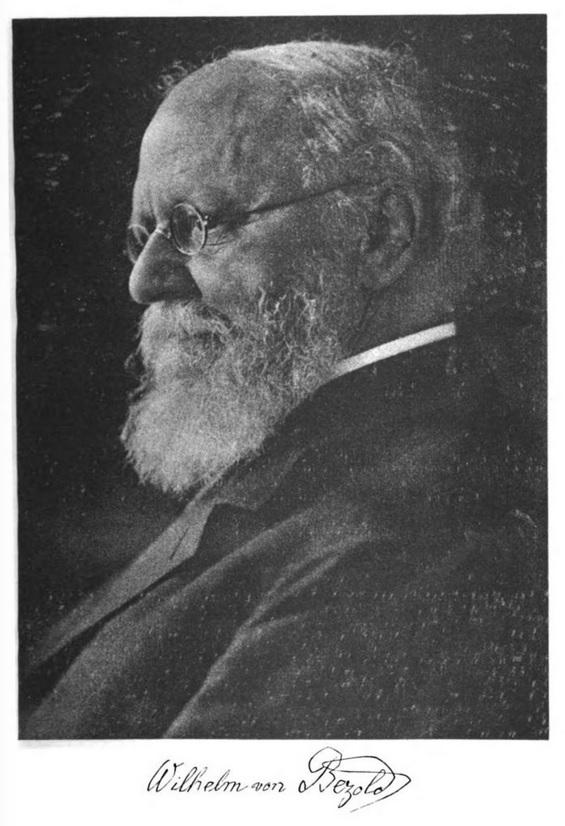
Wilhelm von Bezold

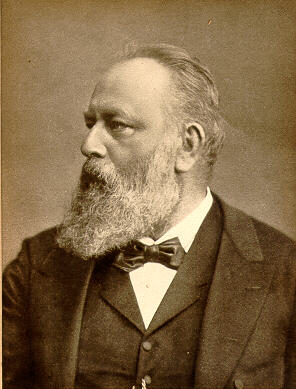
Theodor Billroth

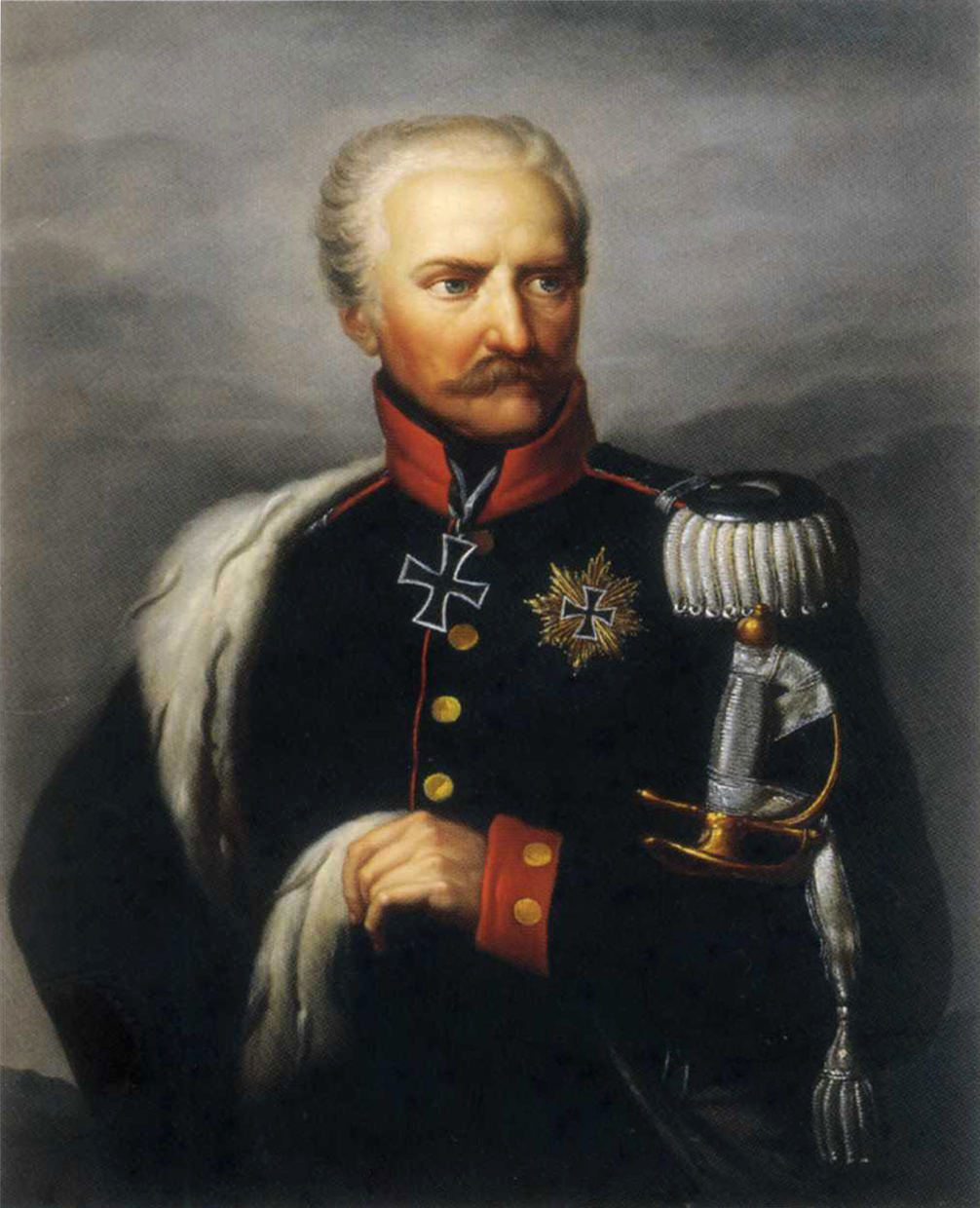
Gebhard Leberecht von Blücher

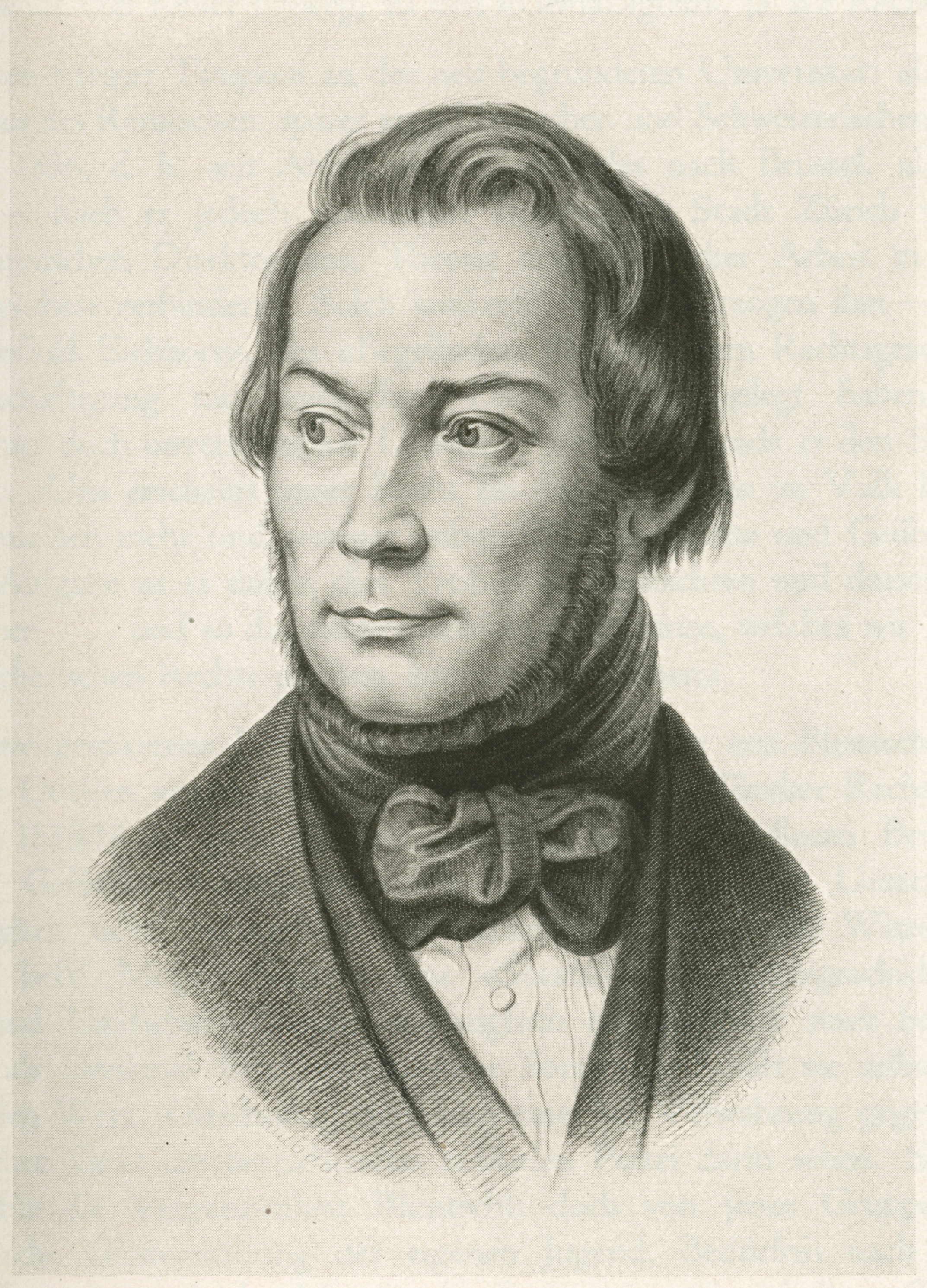
Johann Caspar Bluntschli

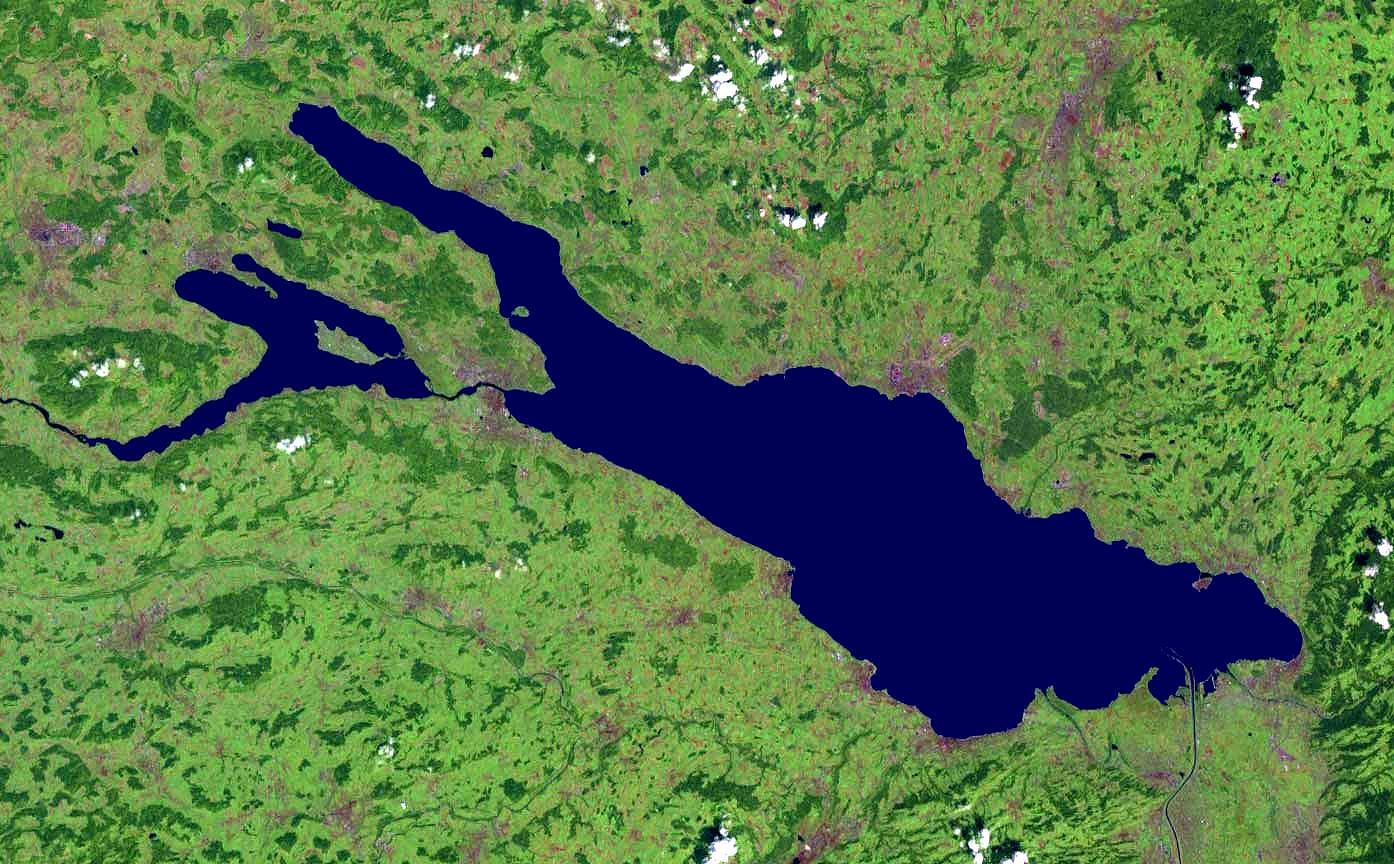
Bodensee

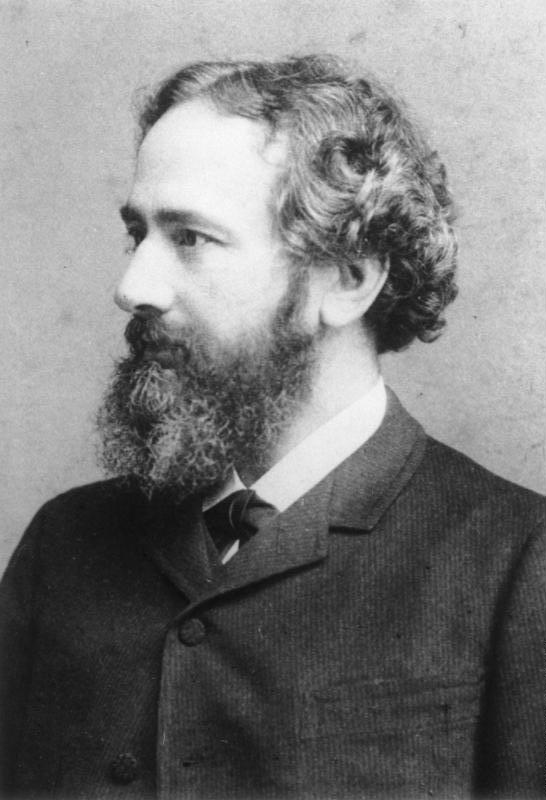
Lujo Brentano

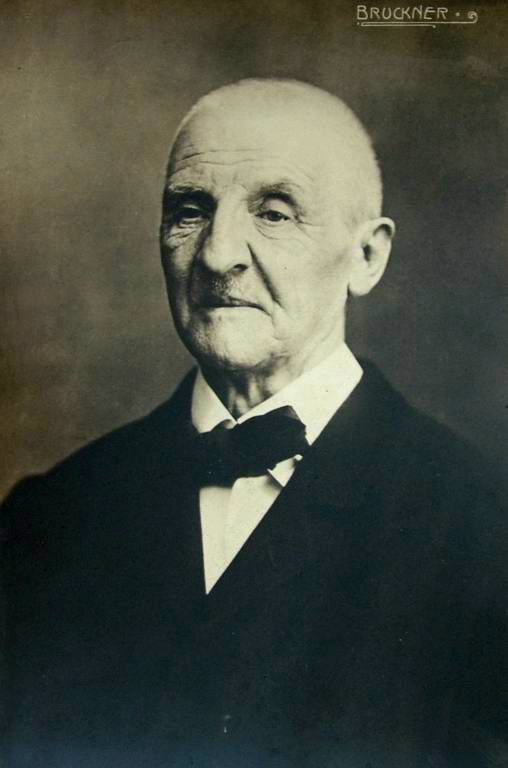
Anton Bruckner

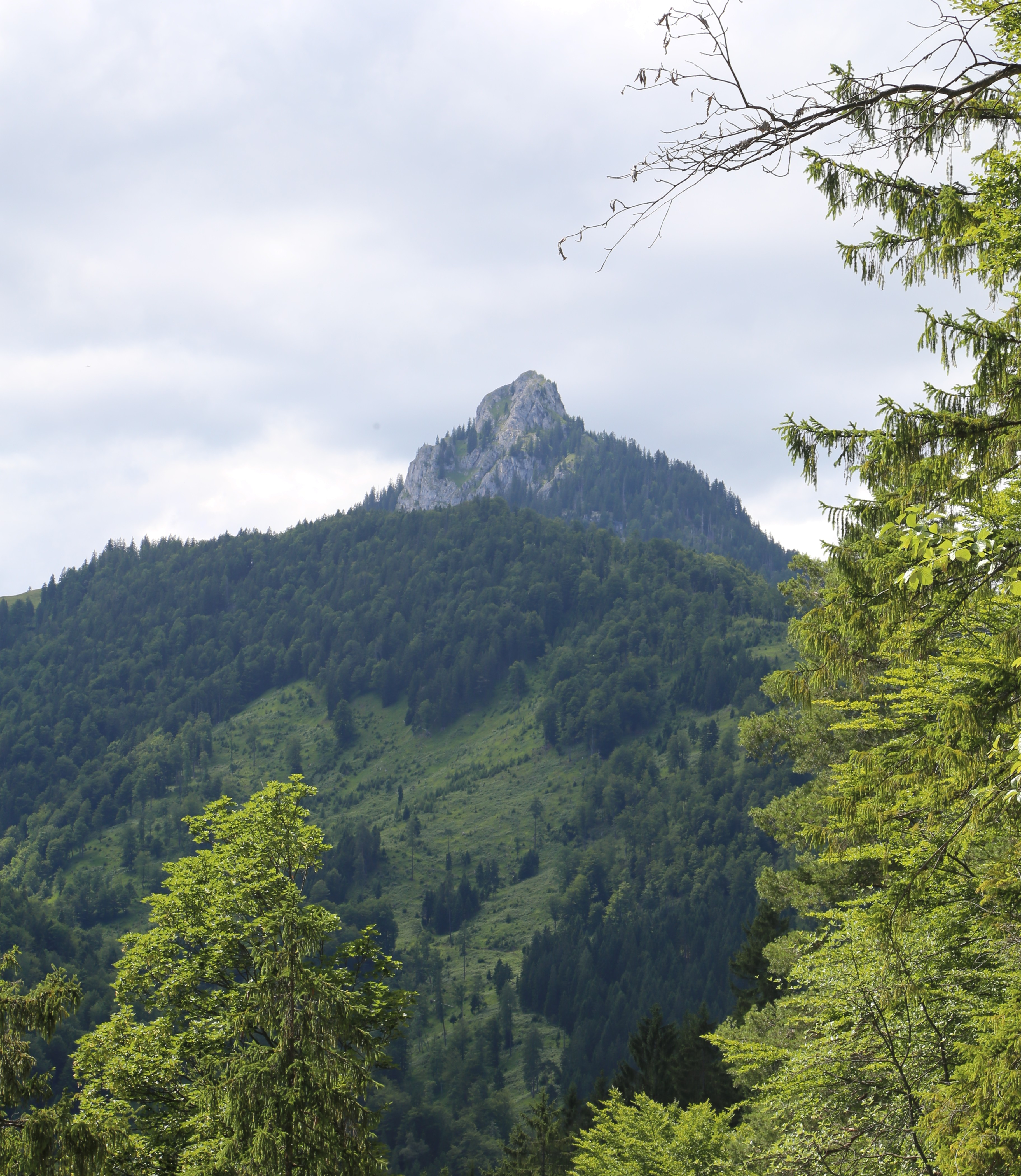
Brünnstein

Avery Brundages Unterschrift

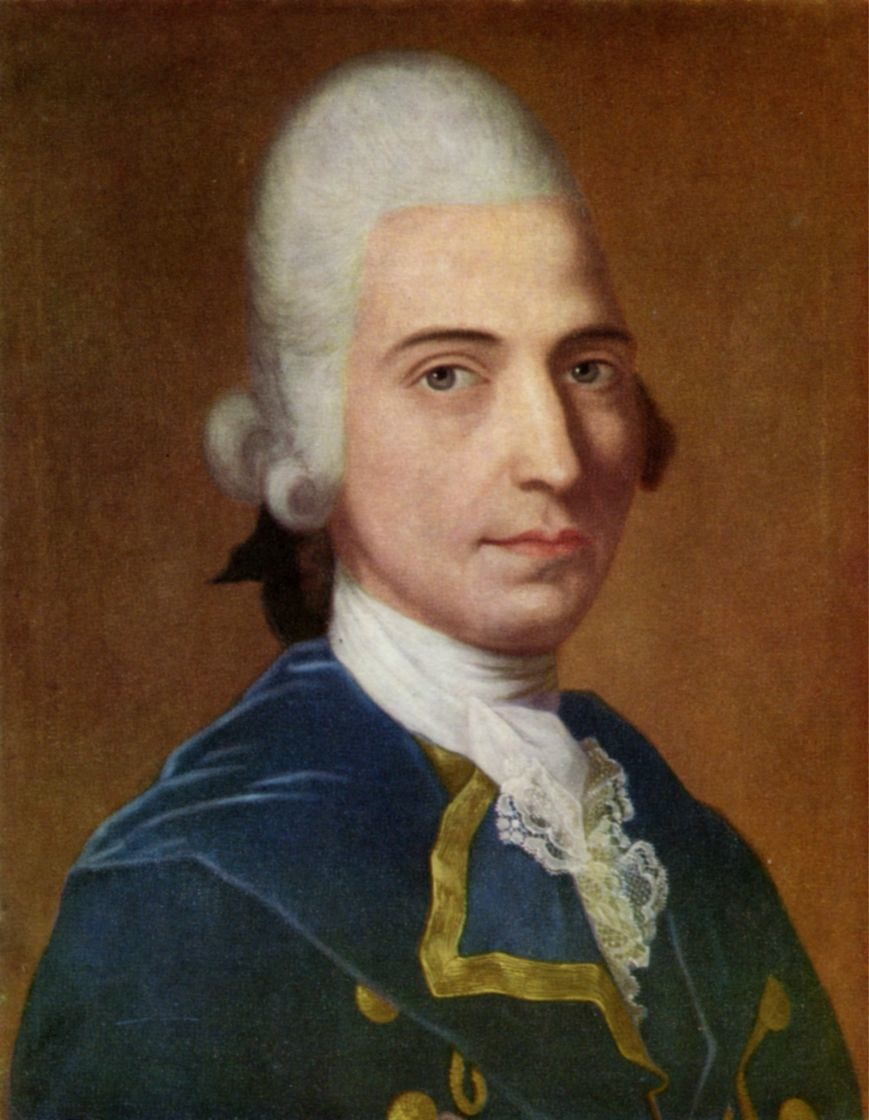
Gottfried August Bürger

Die Liste Münchner Straßennamen listet Namen von Straßen und Plätzen der bayerischen Landeshauptstadt München auf und führt dabei auch die Bedeutungen und Umstände der Namensgebung an. Aktuell gültige Straßenbezeichnungen sind in Fettschrift angegeben, nach Umbenennung oder Überbauung nicht mehr gültige Bezeichnungen in Kursivschrift.
Aufgrund der großen Anzahl Münchner Straßennamen ist die Liste in alphabetisch sortierte Unterlisten aufgeteilt.
Baaderplatz, Isarvorstadt
(1878) Franz Xaver von Baader (1765–1841), Theologe, Bergbauingenieur und Sozialreformer
Baaderstraße, Isarvorstadt
(1878) siehe vorstehend
Babenhausener Weg, Ramersdorf
(1971) Babenhausen (Schwaben), Stammsitz der Familie Fugger
Babostraße, Schwanthalerhöhe
(1904) verlief vom Pschorring hinter dem Bavariapark zur Ganghoferstraße
Bachbauernstraße, Pasing
(1947) altes Pasinger Bauerngeschlecht
Bacherstraße, Obergiesing
(1958) Bartholomäus Bacher (1773–1827), Pfarrer und Schulmann des Chiemgaus Anfang des 19. Jahrhunderts
Bacherbreite, Langwied
(2015) Bacherbreite, Flurnamen der dortigen Gegend
Bachgasse,
(1835)
Bachmairstraße, Pasing
(1938) Joseph Bachmair (1856–1926), Apotheker und Pasinger Stadtrat sowie Vorstand der Freiwilligen Feuerwehr
Bachstelzenweg, Am Hart
(1937) Bachstelze, Singvogel, Zugvogel
Bachstraße,
(1879)
Bäckerbauerstraße, Pasing
(1938) altes Bauerngeschlecht der einstigen Gemeinde Pasing
Bäckerstraße, Pasing
(1876) Pasinger Bäckerei
Bad-Berneck-Straße, Obergiesing
(1954) Bad Berneck im Fichtelgebirge, Stadt im Landkreis Bayreuth
Bad Brunnthal, Bogenhausen
(vor 1894) ehemalige, längst abgerissene Bad- und Heilanstalt außerhalb Münchens, eingemeindet 1892→
Bad-Dürkheimer-Straße, Ramersdorf
(1930) Bad Dürkheim, Kreisstadt in Rheinland-Pfalz, bis 1946 zu Bayern gehörig
Badenburgstraße, Obermenzing
(1947) Badenburg, im Schlosspark Nymphenburg gelegenes Schlösschen, 1718 bis 1722 von Joseph Effner für den Badebetrieb erbaut
Badener Platz,
(1936) 27. Stadtbezirk
Badener Straße,
(1936) 27. Stadtbezirk
Baderseestraße, Sendling-Westpark
(1925) Badersee, kleiner Bergsee in der Gemeinde Grainau, Landkreis Garmisch-Partenkirchen
Bad Gasteiner Straße,
siehe Badgasteiner Straße
Badgasteiner Straße, Sendling-Westpark
(1926) Bad Gastein, österreichischer Kurort im Bundesland Salzburg
Badstraße, Thalkirchen
(1903) Ort einer früheren Badeanstalt
Bad-Ischler-Straße, Pasing
(1956) Bad Ischl, österreichische Stadt und Kurort im Salzkammergut
Bad-Kissingen-Straße, Berg am Laim
(1925) Bad Kissingen, Große Kreisstadt in Unterfranken, Staatsbad und ältester Gradierstandort in Europa
Bad-Kreuther-Straße, Berg am Laim
(1925) Wildbad Kreuth, ehemaliges Kurbad in Kreuth bei Tegernsee, lange Zeit traditioneller Tagungsort der Christlich Sozialen Union (CSU)
Bad-Kreuznacher-Straße, Milbertshofen
(1925) Bad Kreuznach, Kreisstadt und Kurort in Rheinland-Pfalz
Bad-Nauheimer-Weg, Milbertshofen
(1978) Bad Nauheim, Stadt und Kurort im hessischen Wetteraukreis
Badonvillerstraße,
Bad-Schachener-Straße, Ramersdorf
(1925) Bad Schachen, Stadtteil von Lindau am Bodensee
Bad-Soden-Straße, Milbertshofen
(1925) Bad Soden am Taunus, unweit Frankfurt am Main
Bad-Stebener-Weg, Aubing
(1982) Bad Steben, Marktgemeinde und Staatsbad im Landkreis Hof
Bad-Wiessee-Straße, Untergiesing
(1960) Bad Wiessee, Gemeinde und Kurort im Landkreis Miesbach
Bad-Wörishofener-Straße, Fürstenried
(2001) Bad Wörishofen, Kurort im schwäbischen Landkreis Unterallgäu, Wirkungsstätte von Sebastian Kneipp
Baenschstraße,
(1936) 28. Stadtbezirk
Bärenwaldstraße, Ramersdorf
(1930) Bärenwald, entsprechend althochdeutsch Peraloh, aus dem Perlach entstand, das urkundlich erstmals um 790–808 erwähnt wurde
Bärlauchweg, Moosach
(2002) Bärlauch, eine Pflanzenart, verwandt mit Schnittlauch, Zwiebel und Knoblauch
Bärmannstraße, Pasing
(1947) Heinrich Joseph Baermann (1784–1847), Musiker (Klarinettist), inspirierte  Carl Maria von Weber, eine Fülle von Konzertstücke für Klarinette zu komponieren
Baeumkerplatz
Bäumlstraße, Nymphenburg
(1955) Albert Bäuml (1855–1929), Erneuerer der Nymphenburger Porzellanmanufaktur
Bahnhofplatz, Ludwigsvorstadt
(1867) an der Ostseite des Hauptbahnhofes zwischen der Bayer-, Schützen- und Dachauer Straße
Bahnhofstraße,
(1876)
Bahnstraße, Trudering
(1932) führt zur Bahnstrecke München–Rosenheim
Bahnweg, Allach
(1964)
Baierbrunner Straße, Obersendling
(1901) Baierbrunn, Ortschaft am linken Isarufer südlich von München
Bairawieser Weg, Harlaching
(1965) Bairawies, ein Ortsteil von Dietramszell im Landkreis Bad Tölz-Wolfratshausen
Bajuwarenplatz,
(1936) 32. Stadtbezirk
Bajuwarenstraße, Trudering
(1933) Bajuwaren, Name eines Völkergemischs zur Zeit der Völkerwanderung, aus dem sich die Baiern als Volksstamm bildeten
Balanstraße, Ramersdorf, Obergiesing-Fasangarten, Haidhausen
(1880) Balan bei Sedan, das im deutsch-französischen Krieg 1870/71 eine bedeutende Rolle spielte
Balanstraße, äußere,
(1936) 17. Stadtbezirk
Baldeplatz, Isarvorstadt
(1877) Jakob Balde (1604–1668), Dichter
Baldestraße, Isarvorstadt
(1877) siehe vorstehend
Baldhamer Straße, Ramersdorf
(1929) Baldham, Gemeindeteil von Vaterstetten im Landkreis Ebersberg
Baldrianstraße, Hadern
(1938) Baldrian, entstanden aus dem lateinischen Valeriana, Pflanzengattung, teilweise auch medizinisch nutzbar
Baldurstraße, Neuhausen
(1900) nach Baldur (Baldr), nordischer Gott des Lichtes, Sommergott in der germanischen Mythologie
Baldusweg, Untermenzing
(1966) Richard Baldus (1885–1945), deutscher Mathematiker, ab 1932 Professor für Geometrie an der Technischen Universität München
Ballaufstraße, Ramersdorf
(1930) alter Hausname
Ballerstedtstraße, Feldmoching
(1947)  Otto Ballerstedt (1887–1934), Kämpfer gegen den Nationalsozialismus, 1934 verhaftet und ermordet
Ballesweg, Freimann
(1957) Richard Balles (1885–1950), bayerischer Verwaltungsjurist, 1949 Regierungspräsident von Oberbayern
Bally-Prell-Straße, Lochhausen
(2007) Bally Prell (1922–1982), bayerische Volkssängerin
Balmungstraße, Neuhausen
(1929) Balmung, nach der Mythologie das Schwert von Siegfried dem Drachentöter aus der Nibelungensage
Balsaminenstraße, Hasenbergl
(1947) Balsaminengewächse, zu den Heidekrautartigen gehörige Pflanzenfamilie
Baltenstraße, Englschalking
(1955) Balten, mehrere Volksstämme am Baltischen Meer (= Ostsee)
Balticusstraße, Pasing
(1952) Martinus Balticus (um 1532–1601), Lehrer, Dramatiker und Dichter, in München gebürtig, aufgrund seines Bekenntnisses zum Protestantismus gezwungen, nach Ulm/Donau an die dortige Lateinschule überzusiedeln
Bamberger Straße, Schwabing-West
(1918) Bamberg, kreisfreie Stadt in Oberfranken
Banatstraße, Sendling-Westpark
(1937) Banat, ein historisches Siedlungsgebiet hauptsächlich im heutigen Rumänien mit starker deutschstämmiger Bevölkerung, die nach 1945 größtenteils vertrieben wurde
Bandelstraße, Neuhausen
(1900) Ernst von Bandel (1800–1876), Architekt, Bildhauer und Maler
Bandstraße,
(1904) Benennung möglich nach der bandförmigen Verbindung der Schwabingerlandstraße mit der Ungererstraße
(1936) 22. Stadtbezirk
Bannwaldseestraße, Obersendling
(1925) Bannwaldsee, kleiner See in der Nähe von Füssen im Allgäu
Bantingstraße, Obergiesing
(1956) Sir Frederick Grant Banting (1891–1941), kanadischer Chirurg und Physiologe. Für seine Entdeckung des Hormons Insulin erhielt er 1923 den Nobelpreis für Medizin.
Banzweg, Neuaubing
(1958) ehemaliges Benediktiner-Kloster Banz unweit Bamberg in Oberfranken
Barbarastraße, Schwabing-West
(1897) nach der heiligen Barbara, Schutzpatronin der Feuerwerker, der Grubenarbeiter, der Sprengmeister und der Artillerie
Barbarossaplatz,
(1904) verlief zwischen Leuchtenberg- und Steinhauserstraße
Barbarossastraße, Steinhausen
(1899) Kaiser Friedrich I. (* um 1122 † 1190), ob seines roten Bartes vulgo Barbarossa genannt, ertrank auf dem Kreuzzug nach Jerusalem
Barbenweg, Trudering
(1957) Barben, eine Unterfamilie der Karpfenfische
Barbierstraße, Großhadern
(1947) Münchner Kaufmannsgeschlecht
Barbinger Weg, Feldmoching
(1955) Barbing, Gemeinde im Landkreis Regensburg
Barellistraße, Nymphenburg
(1906) Agostino Barelli (1627–1697), italienischer Architekt und Hofbaumeister in bayerischen Diensten; entwarf die Münchener Theatinerkirche und Schloss Nymphenburg.
Barer Straße, Maxvorstadt
(1826) Bar-sur-Aube, wo am 26. und 27. Februar 1814 eine Schlacht preußischer gegen französische Truppen stattgefunden hatte
Barlachstraße, Schwabing-West
(1955) Ernst Barlach (1870–1938), Bildhauer, Schriftsteller und Zeichner
Barlowstraße, Englschalking
(1930) Marie Amalie Barlow (1839–1911), Mäzenin der Münchner Kunstszene
Barmer Straße, Laim
(1925) Barmen, seit 1929 Teil der Stadt Wuppertal in Nordrhein-Westfalen
Barmseestraße, Obersendling
(1935) Barmsee, kleiner See nördlich von Mittenwald im Landkreis Garmisch-Partenkirchen
Barnabasstraße, Au
(1956) Bruder Barnabas, eigentlich Valentin Stephan Still (1750–1795), Braumeister der Paulaner, Erfinder des Salvator-Biers
Barschweg, Trudering
(1957) Barsche, Fische aus der Gattung der Knochenfische
Bartelsstraße,
(1918) 18. Stadtbezirk
(1936) → Hans-Bartels-Straße
Bartholomäer Straße, Trudering
(1949) St. Bartholomä, Wallfahrtskapelle am Königssee im Landkreis Berchtesgadener Land
Barthstraße, Schwanthalerhöhe
(1878) Münchner Patrizierfamilie der Barth
Barystraße, Obermenzing
(1947) Alfred von Bary (1873–1926), Neurologe und Opernsänger
Basedowstraße,
(1936) 30. Stadtbezirk
Basler Straße, Forstenried
(1960) Basel, Stadt in der Schweiz
Bassermannstraße, Obermenzing
(1947) Ernst von Bassermann-Jordan (1876–1932), Kunsthistoriker und Schriftsteller
Bastian-Schmid-Platz, Solln
(1953) Bastian Schmid (1870–1944), Verhaltensforscher, der in Solln wohnte.
Bastianweg, Am Hart
(1978) Adolf Bastian (1826–1905), Völkerkundler. Gründungsdirektor des Museums für Völkerkunde in Berlin
Batschkastraße, Gartenstadt Trudering
(1954) Batschka, eine größtenteils in der Vojvodina, ein kleinerer Teil in Ungarn gelegene Region. Die dortige deutschsprachige Minderheit wurde nach 1945 enteignet, interniert und vertrieben.
Batzenhoferstraße, Moosach
(1913) Johann Georg Patzenhofer (1815–1873), Bierbrauer, der bayerisches Bier in Berlin salonfähig machte, zeitweise Eigentümer des Moosacher Pelkovenschlösschens
Batzerstraße, Hadern
(1948) Michael Batzer (1882–1937), Pfarrer in Großhadern
Baubergerstraße, Moosach
(1953) Johann Baptist Bauberger (1880–1944), Gärtnermeister in Moosach
Baudererstraße, Laim
(1955) Heinrich Bauderer (1867–1941), Musikverleger, Instrumentenbauer und Volkssänger
Baudrexelstraße, Maxvorstadt
1947 nach Josef Baudrexel benannt, verlief zwischen Mars-/Deroystraße und Maillinger-/Blutenburgstraße
Bauernbräuweg, Sendling
(1964) Sendlinger Hofname
Bauernfeindstraße, Freimann
(1968) Karl Maximilian von Bauernfeind (1818–1894), Professor der Geodäsie und Brückenbau-Ingenieur
Bauernfeldstraße,
(1936) 25. Stadtbezirk
Bauernwagnerstraße, Forstenried
(1956) alter Hausname
Bauerstraße, Schwabing-West
(1893) Dr. Jakob von Bauer (1787–1854), Erster Bürgermeister von München (1838–1854)
Bauhausplatz, Schwabing
(2011) Kunstschule Bauhaus, 1919 in Weimar von Walter Gropius gegründeten
Baumbachplatz,
(1936) 25. Stadtbezirk
Baumbachstraße, Pasing
(1938) Rudolf Baumbach (1840–1905), Dichter von Studenten- und Wanderliedern
Baumeisterstraße, Parkstadt Solln
(1957) Karl Baumeister (1840–1932), Münchner Maler.
Baumgartnerstraße, Sendling
(1897/99)
- Anton Baumgartner (1761–1831), Baurat, Heimatschriftsteller und Polizeidirektor in München
- Franz Baumgartner, genannt Spanner, bürgerlicher Lohnkutscher und Unteroffizier, schlug Andreas Michael Dall’Armi zur Hochzeitsfeier des Kronprinzen Ludwig von Bayern 1810 ein Pferderennen auf der Theresienwiese vor, das er selbst gewann

Baumkirchner Platz, Berg am Laim
(1925) Baumkirchen, ab 1818 zur Gemeinde Berg am Laim gehörig, jetzt Stadtteil Münchens
Baumkirchner Straße, Berg am Laim
(1913) siehe vorstehend
Baumstänglstraße, Allach
(1938) Josef Baumstängel (1861–1931), Allacher Hauptlehrer
Baumstraße, Isarvorstadt
(1835) in der Nähe war früher die Ausreitstelle der Floßbäume
Bauriedlstraße,
(1936) 30. Stadtbezirk
Bauschingerstraße, Allach
(1947)  Johann Bauschinger (1834–1893), Mathematiker und Bautechniker, ab 1868 Professor am Münchner Polytechnikum
Bauschneiderstraße, Pasing
(1938) altes Pasinger Bauerngeschlecht
Bauschweg, Allach
(1956) Johann Lorenz Bausch (1605–1665), Mediziner und Stadtphysicus in seiner Geburtsstadt Schweinfurt, Mitbegründer der ältesten, heute noch existierenden Akademie der Welt, der Leopoldina
Bauseweinallee, Obermenzing
(1947) Kaspar Bausewein (1838–1903), Opernsänger an der Münchner Hofoper
Baustrasse,
(1835)
Bautzener Straße, Moosach
(1927) Bautzen, Große Kreisstadt in Ostsachsen
Bauweberstraße, Forstenried
(1956) Arialdus Bauweber, Forstenrieder Pfarrer
Bavariabrücke, Schwanthalerhöhe
(um 1870) Bavaria, auf Veranlassung König Ludwig I. auf der Theresienhöhe errichtetes Monument
Bavariaring, Ludwigsvorstadt
(1887) siehe vorstehend
Bavariastraße, Ludwigsvorstadt, Sendling
(1887) siehe vorstehend
Bayernplatz, Maxvorstadt
(1925) Freistaat Bayern
Bayersdorferstraße, Neuhausen
(1928) Adolf Bayersdorfer (1842–1901), Kunsthistoriker, Konservator an der Alten Pinakothek zu München
Bayerstraße, Ludwigsvorstadt
(1823) Herkunft des Namens unklar, möglicherweise auf Ludwig den Bayer oder auf den Stamm der Bayern zurückzuführen
Bayerwaldplatz,
(1918)
Bayerwaldstraße, Perlach
(1962) Bayerischer Wald, Mittelgebirge an der Grenze zu Tschechien, wo es in den Böhmerwald übergeht
Bayreuther Straße, Gartenstadt Bogenhausen-Priel
(1933) Bayreuth, kreisfreie Stadt in Oberfranken, weltbekannt durch die Wagner-Festspiele
Bayrischzeller Straße, Obergiesing
(1906) Bayrischzell, Gemeinde und Luftkurort im Landkreis Miesbach
Bazeillesstraße, Haidhausen
(1876) benannt nach der Gemeinde Bazeilles, Kriegsschauplatz im Deutsch-Französischen Krieg 1870/71 (Kampf um Bazeilles) (wird im Münchner Dialekt nicht französisch ausgesprochen)
Beblostraße, Bogenhausen
(1955) Fritz Beblo (1872–1947), Architekt, Stadtplaner und Maler, Stadtbaurat in München
Becherstraße, Laim
(1906) Johann Joachim Becher (1635–1682), Ökonom und Alchemist
Bechsteinstraße, Schwabing-West
(1903) Ludwig Bechstein (1801–1860), Schriftsteller, Archivar und Apotheker, Sammler deutscher Volksmärchen
Früher verlief die Straße westlich über die Schleißheimer Straße auf der Strecke des heutigen Fußweg (zwischen Schleißheimer Straße und dem heutigen Klausingweg) bis zur Deidesheimer Straße, wodurch ein Teil der Häuser in der heutigen Ackermannstraße zwischen der Winzerer- und der Deidesheimer Straße damals Hausnummern der Bechsteinstraße bekamen.
Bechstraße,
(1904)verbindet die Sternwartstraße mit der Mühlbaurstraße
Bechtolsheimstraße, Untermenzing
(1956) Clemens Freiherr von Bechtolsheim (1852–1930), in München gebürtiger Ingenieur, entwickelte die Alfa-Milchzentrifuge
Becker-Gundahl-Straße, Obersendling / Solln
(1972) Carl Johann Becker-Gundahl (1856–1925), Maler, der in Solln wohnte.
Beckmesserplatz,
(1936) 29. Stadtbezirk
Beckmesserstraße, Bogenhausen
(1933) Beckmesser, Figur aus der Wagner-Oper Die Meistersinger von Nürnberg
Beerstraße,
(1936) 29. Stadtbezirk
Beer-Walbrunn-Straße, Obermenzing
(1947) Anton Beer-Walbrunn (1864–1929), Komponist, Professor an der Königlichen Akademie der Tonkunst in München (heute Hochschule für Musik und Theater)
Beerweg, Sendling-Westpark
(1956) Franz Beer Edler von Bleichten (1660–1726), Vorarlberger Architekt und Baumeister vieler Barockkirchen, beispielsweise die der Klöster Salem, Beuron und Weingarten
Beethovenplatz, Ludwigsvorstadt
(1912) Ludwig van Beethoven (1770–1827), Komponist der Wiener Klassik
Beethovenstraße, Ludwigsvorstadt
(1886) siehe vorstehend
Beetzstraße, Bogenhausen
(1902) Wilhelm von Beetz (1822–1886), Physiker, Professor der Technischen Hochschule München
Begasweg, Solln
(1947)
* Carl Joseph Begas (1794–1854), Maler
* Reinhold Begas (1831–1911), Maler und Bildhauer
* Karl Begas (1845–1916), Maler und Bildhauer
Begonienstraße, Freimann
(1932) Begonien, Pflanzengattung aus der Familie der Schiefblattgewächse
Behamstraße, Laim
(1904) Barthel Beham (um 1502–1540), in Nürnberg gebürtiger Maler und Kupferstecher
Behringstraße, Allach
(1945) Emil Adolph von Behring (1854–1917), Immunologe und Serologe, Begründer der Blutserumtherapie, erhielt 1901 den ersten Nobelpreis für Physiologie oder Medizin
Beichstraße, Schwabing
(1890) Franz Joachim Beich (1665–1748), Landschafts- und Schlachtenmaler, kurbayrischer Hofmaler
Bei den Tannen, Harlaching
(1931) Baumbestand in naheliegenden Perlacher Forst
Beinhoferstraße, Obermenzing
(1947) altes Menzinger Bauerngeschlecht
Bekassinenweg, Waldtrudering
(1973) Bekassinen, Schnepfenart
Belandwiesenweg, Aubing
(2008) Maria und Josef Beland schenkten  den Aubinger Vereinen ein Wiesengrundstück
Belastraße, Sendling-Westpark
(1937) Bela, ein 22 km langer Fluss in der Slowakei, der in der Hohen Tatra entspringt
Belfaststraße, Riem
(2011)  Belfast, Hauptstadt Nordirlands
Belfortstraße, Haidhausen
(1872) Belfort, ostfranzösische Stadt, bis 1648 zum Heiligen Römischen Reich gehörig, kapitulierte 1871 im deutsch-französischen Krieg, verblieb dennoch als einzige elsässische Stadt bei Frankreich
Belgradstraße, Schwabing
(vor 1894) Belgrad, Hauptstadt der Republik Serbien. Der bayerische Kurfürst Max Emanuel erstürmte 1688 die Festung Belgrad, aber erst 1717 wurden die Türken durch Prinz Eugen endgültig aus Belgrad vertrieben.
Bellinzonastraße, Fürstenried
(1967) Bellinzona, schweizerischer Hauptort des Kanton Tessin
Beltweg, Schwabing
(1935) Großer und der Kleiner Belt sind Meerengen zwischen Dänemark und Schweden
Ben-Chorin-Straße, Schwanthalerhöhe
(2002) Schalom Ben-Chorin (1913–1999), israelischer Schriftsteller und Religionsphilosoph, in München als Fritz Rosenthal geboren, emigrierte 1935
Benderstraße, Obermenzing
(1956) Paul Bender (1875–1947), Opernsänger an der Münchner Hofoper
Benediktbeuerer Straße, Thalkirchen
(1901) Benediktbeuern, Gemeinde im Landkreis Bad Tölz-Wolfratshausen
Benediktenwandstraße, Harlaching
(1900) Benediktenwand, 1801 m hoher Bergrücken im Bayerischen Voralpenland bei Benediktbeuern
Benediktinerplatz,
(1918)
(1936) 18. Stadtbezirk
Benedikterstraße, Pasing
(1947) Josef Alois Benedikter (1843–1931), Maler des Impressionismus
Benedikt-Hagn-Straße, Pasing
(1947) Benedikt Hagn, Augustinermönch, einer der 42 Geiseln, die München dem schwedischen König Gustav II. Adolf stellen musste, um der Plünderung zu entgehen
Bennigsenstraße, Zamdorf
(1935) Rudolf von Bennigsen (1859–1912), Finanzdirektor in der Kolonie Deutsch-Ostafrika
Benzplatz,
(1936) 28. Stadtbezirk
Benzstraße, Moosach
(1925) Carl Friedrich Benz (1844–1929), Automobilpionier
Beowulfstraße, Waldperlach
(1957) Beowulf, sagenhafter König aus Skandinavien, dem ein episches Heldengedicht in angelsächsischen Stabreimen, entstanden um 700 nach Christus, gewidmet ist
Berberichweg, Aubing
(1983) Ludwig Berberich (1882–1965), Organist, Komponist, Dirigent und Domkapellmeister am Münchner Dom
Berberitzenstraße, Hasenbergl
(1947) Berberitzen, eine Pflanzengattung
Berberstraße, Denning-Bogenhausen
(1931) Felix Berber (1871–1930), Musiker (Geiger), Professor an der Musikakademie München
Berchardweg, Feldmoching
(1993) Flurname
Berchemplatz,
(1904) lag zwischen der Kirchmair- und Schwedenstraße
Berchemstraße, Laim
(1907) Anton Freiherr von Berchem (1632–1700), kurfürstlicher Rat unter dem bayerischen Kurfürsten Maximilian II.
Berchtesgadener Straße, Untergiesing
(1906) Berchtesgaden, Marktgemeinde im Landkreis Berchtesgadener Land, an der Grenze zu Salzburg
Berduxstraße, Pasing
(1963) Valentin Berdux (1841–1922), Hersteller hochwertiger Klaviere und Flügel; ab 1892 mit der Firma Berdux in Laim ansässig, die 1928 von der Piano Lang übernommen und in die Landsberger Straße umsiedelte
Bereiteranger, Au
(1900) frühere Wiese, die zur Pferdedressur benutzt wurde
Berenter Straße, Englschalking
(1930) westpreußische Stadt Berent, heute Kościerzyna
Beresinastraße,
(1936) 24. Stadtbezirk
Berg-am-Laim-Straße, Au-Haidhausen, Berg am Laim
(1873) die Ortschaft Berg am Laim wurde 1913 nach München eingemeindet
Bergengruenweg, Pasing
(1970) Werner Bergengruen (1892–1964), deutsch-baltischer Schriftsteller
Bergerbreite, Johanneskirchen
(1984) Flurname
Berger-Kreuz-Straße, Ramersdorf
(1930) früher traditionelle Prozession in Berg am Laim
Bergerwaldstraße, Straßtrudering
(1933) Bergerwald, Teil des früher weiter ausgedehnten Perlacher Forstes
Bergetstraße, Allach
(1947) Flurname
Berghamer Straße, Perlach
(1930) Bergham, Ortsteil von Taufkirchen
Berg-Isel-Straße, Untergiesing
(1925) Bergisel, 746 m hoher Hügel bei Innsbruck, berühmt durch die Schlachten 1809 der Tiroler unter Andreas Hofer gegen bayerische und französische Invasionstruppen
Bergkieferweg, Freimann
(1953) Bergkiefer aus der Pflanzengattung der Kiefern
Berglwiesenstraße, Lochhausen
(1947) Flurname
Bergmannstraße, Schwanthalerhöhe
(1883) nach Michael Adam Bergmann (1733–1782), Historiker, Bürgermeister und Stadtoberrichter in München
Bergmüllerstraße,
(1936) 30. Stadtbezirk
Bergsonstraße, Obermenzing / Aubing
(1947) Henri Bergson (1859–1941), französischer Philosoph mit jüdischen Wurzeln, 1927 Nobelpreis für Literatur
Bergsteig am,
(1876)
(1936) 17. Stadtbezirk
Bergsträßerstraße, Untermenzing
(1947) Gotthelf Bergsträßer (1886–1933), Orientalist, ab 1926 Ordinarius für semitische Philologie und Islamwissenschaft an der Universität München
Bergstraße, Obergiesing
(1856) Lage am Giesinger Berg
Bergwachtstraße, Feldmoching
(1956) Bergwacht, eine gemeinnützige Organisation für Bergrettung und Naturschutz
Bergzaberner Platz,
(1936) 25. Stadtbezirk
Berlepschstraße, Sendling
(1886) August Freiherr von Berlepsch (1815–1877), Imker, der sich in München um die Bienenzucht verdient gemacht hat: Erfinder des Wabenrähmchens und der Berlepschbeute
Berlinerplatz,
(1918) 22. Stadtbezirk
Berliner Straße, Schwabing
(1908) Berlin, zur Zeit der Benennung Reichshauptstadt, jetzt Hauptstadt der Bundesrepublik Deutschland
Berlingerweg, Berg am Laim
(1962) Georg Berlinger (1882–1946), in München gebürtiger Architekt und Bauunternehmer mit Schwerpunkt Kirchenbauten
Berliozstraße,
(1918–1936) 29. Stadtbezirk
Berlstraße, Großhadern
(1947) Perlhof in Großhadern
Bernabeistraße, Nymphenburg
(1900) Vincenzo Bernabei (* um 1666; † ?), italienischer Organist, Kapellmeister und Komponist, ab 1674 Hofkapellmeister in München
Bernadottestraße, Neutrudering
(1968) Graf Folke Bernadotte (1895–1948), schwedischer Offizier und Philanthrop, wurde auf einer Vermittlungsmission in Jerusalem von jüdischen Extremisten ermordet
Bernatzikstraße, Denning
(1954) Hugo Bernatzik (1897–1953), österreichischer Ethnologe, Begründer der Angewandten Völkerkunde
Bernauer Straße, Ramersdorf
(1945) Bernau am Chiemsee, Gemeinde und Luftkurort im Landkreis Rosenheim
Bernaysstraße, Am Hart
(1927) Michael Bernays (1834–1897), Philologe, Literaturhistoriker und Goetheforscher, 1873 bis 1890 Professor an der Universität München
Bernd-Eichinger-Platz, Maxvorstadt
(2012) Bernd Eichinger (1949–2011), Filmproduzent, der an der Hochschule für Fernsehen und Film München studiert hatte
Berner Straße, Forstenried
(1960) Bern, Hauptstadt der Schweiz
Bernhard-Borst-Straße, Moosach
(1965) Bernhard Borst (1883–1963), Architekt, Bauunternehmer in München und Senator ehrenhalber
Bernhard-Koehler-Weg, Aubing
(1983) Bernhard Koehler (1849–1927), Industrieller und Kunstmäzen, Förderer der Münchner Künstlergemeinschaft Der Blaue Reiter
Bernhard-Lichtenberg-Weg, Johanneskirchen
(1984) Bernhard Lichtenberg (1875–1943), katholischer Priester, setzte sich für Verfolgte während der Zeit des Nationalsozialismus ein, starb auf dem Transport ins Konzentrationslager Dachau
Bernhard-Mayer-Straße, Straßtrudering
(1932) Bernhard Mayer (1840–1918), Truderinger Gemeindediener
Bernhardstraße, Feldmoching
(1938) Feldmochinger Bauer Bernhard, Zeit unbekannt
Bernhard-Wicki-Straße, Maxvorstadt
(2004) Bernhard Wicki (1919–2000), österreichisch-schweizerischer Schauspieler und Filmregisseur.
Bernheimerstraße, Oberföhring
(1962) Otto Bernheimer (1877–1960), jüdischer Kunstsammler und Antiquitätenhändler in München, 1938 inhaftiert und zur Emigration gezwungen, kehrte 1945 wieder nach München zurück und baute die Firma wieder auf
Bernrieder Straße, Sendling-Westpark
(1904) Bernried am Starnberger See, Gemeinde im Landkreis Weilheim-Schongau
Bernsteinweg, Freimann
(1950) Bernstein, Schmuckstein aus fossilem Harz, meist aus dem Ostseeraum
Bernt-Notke-Weg, Englschalking
(1961) Bernt Notke (1435–1509), Lübecker Maler des Mittelalters
Berrschestraße, Pasing
(1951) Alexander Berrsche (1883–1940), Musikkritiker, gestorben in München
Berta-Hummel-Straße, Moosach
(2007) Berta Hummel (1909–1946), deutsche Franziskanerin und Malerin
Bert-Brecht-Allee, Neuperlach
(1971) Bertolt Brecht (1898–1956), aus Augsburg gebürtiger Dramatiker, Librettist und Lyriker.
Bertastraße,
(1904) verband die Landsberger Straße mit der Westendstraße
(1936 ) 25. Stadtbezirk
Bertelestraße, Solln
(1938) Joseph Bertele (1813–1900), Sollner Bürgermeister. Vor der Eingemeindung Sollns 1938 hieß die Straße Joseph-Weiß-Straße.
Bertha-Kipfmüller-Straße, Freiham
(2013) Bertha Kipfmüller (1861–1948), Gelehrte, Pazifistin und Frauenrechtlerin.
Bertha-von-Suttner-Weg, Obermenzing
(1964) Bertha von Suttner (1843–1914), österreichische Schriftstellerin und Pazifistin, erhielt 1905 den Friedensnobelpreis
Berthold-Hirsch-Straße, Obermenzing
(2009) Berthold Hirsch (1890–1941), deutsch-jüdischer Verlagsbuchhändler, lebte von 1928 bis 1938 in Obermenzing
Berthold-Litzmann-Straße, Feldmoching
(1947) Berthold Litzmann (1857–1926), Germanist und Literaturhistoriker
Bertholdstraße, Milbertshofen
(1913) Pfarrer Berthold aus Eching im 12. Jahrhundert, der einen Streit um Wiesen in der Gegend von Milbertshofen schlichtete
Bertschstraße, Berg am Laim
(1925) Wilhelm Bertsch (1865–1916), Architekt, Leiter des Münchner Städtischen Bauamtes
Berzeliusstraße, Freimann
(1932) Jöns Jakob Berzelius (1779–1848), schwedischer Mediziner und Chemiker, entdeckte diverse chemische Elemente
Besselstraße, Bogenhausen
(1934) Friedrich Wilhelm Bessel (1784–1846), Astronom, Mathematiker, Physiker und Geodäsist
Bestelmeyerstraße, Solln
(1956) German Bestelmeyer (1874–1942), in München tätiger Architekt.
Betschartstraße, Pasing
(1947) Gräfin Betschart, die im 18. Jahrhundert die Gemarkung Pasing besaß
Bettinastraße, Waldperlach
(1930) Bettina von Arnim, geborene von Brentano (1785–1859), Schriftstellerin der deutschen Romantik
Bettschaftswinkel,
(1835)
Betzensteinstraße, Aubing
(1945) Burg Betzenstein im oberfränkischen Landkreis Bayreuth
Betzenweg, Obermenzing
(1938) ehemaliges Obermenzinger Bauerngeschlecht der Betzen
Beuerberger Straße, Thalkirchen
(1931) Beuerberg, Ortsteil der Gemeinde Eurasburg im Landkreis Bad Tölz-Wolfratshausen
Beuroner Straße,
(1936) 24. Stadtbezirk
Beuthener Straße, Daglfing
(1951) Bytom, die bis 1945 oberschlesische Stadt Beuthen
Bezoldstraße, Harlaching
(1910) Wilhelm von Bezold (1837–1907), Physiker und Meteorologe
Biberger Straße,
(1936) 29. Stadtbezirk
Biburger Straße, Aubing
(1975) Biburg, Ortsteil der Gemeinde Alling im Landkreis Fürstenfeldbruck
Bichler Straße, Thalkirchen
(1935) Bichl, Gemeinde im Landkreis Bad Tölz-Wolfratshausen
Bichlhofweg, Johanneskirchen
(1982) Bichlhof im Stadtteil Oberföhring, seit 1919 katholischer Kindergarten
Biedersteiner Straße, Schwabing
(1897) ehemaliges Schloss Biederstein, 1944 durch Bomben zerstört
Bielefelder Straße, Moosach
(1936) Bielefeld, Großstadt in Ostwestfalen
Bielitzer Straße, Sendling-Westpark
(1937) Bielsko-Biała, ehemals ostschlesische Stadt Bielitz
Bienenheimstraße, Lochhausen
(1942) Waldwirtschaft Bienenheim in Lochhausen
Bienenkorb, Am,
(1936) 18. Stadtbezirk
Bierbaumstraße, Pasing
(1938) Otto Julius Bierbaum (1865–1910), Schriftsteller, Journalist und Redakteur, Herausgeber mehrerer Zeitschriften
Bifangweg, Allach
(1950) Bifang, ein altdeutsches Wort für ein schmales Feld, auch „Handtuch“ genannt
Bildackerstraße, Neuhausen
(2007) alter Flurname
Billrothstraße, Sendling-Westpark
(1937) Theodor Billroth (1829–1894), Chirurg, Begründer der Bauchchirurgie und der Magenresektion
Bingener Straße, Moosach
(1953) Bingen am Rhein im Landkreis Mainz-Bingen
Birkenau, Untergiesing
(1900) Siedlungsbezeichnung, 1842 erstmals urkundlich erwähnt
Birkenau äußere,
(1876)
Birkenau innere,
(1876)
Birkenfeldstraße, Schwabing
(1877) Fürstentum Birkenfeld, das bis 1919 existierte, 1937 zum Landkreis Birkenfeld geschlagen
Birkenhainstraße, Hadern
(1947) ehemaliger Baumbestand
Birkenleiten, Untergiesing
(1856) mit Birken bewachsenen Berghang, Standort der Kraemerschen Kunstmühle und des Templer-Klosters; vormals bestehender Edelsitz
Birkenplatz,
(1936) in  Schlageterplatz umbenannt
Birkenrieder Straße, Lochhausen
(1947) Birkenried, Weiler am Langwieder See
Birkensteiner Straße,
(1936) 30. Stadtbezirk
Birkenstraße, Solln
Wurde 1947 umbenannt in Kaltenmoserstraße.
Birkerstraße, Neuhausen
(vor 1894) Birkenwäldchen, das sich hier vor Anlage der Straße befand
Birketweg, Neuhausen
(vor 1894) Bezeichnung für einen lichten Birkenwald
Birkhahnweg, Waldtrudering
(1933) Birkhahn, eine Vogelart aus der Familie der Fasanen
Birkicht, Am,
(1936) 32. Stadtbezirk
Birkkarspitzstraße, Berg am Laim
(1929) Birkkarspitze, die mit 2749 m höchste Erhebung des Karwendelgebirges in Tirol
Birkmeyerstraße,
(1936) 29. Stadtbezirk
Birnauer Straße, Milbertshofen
(1962) Birnau, Ortsteil der Gemeinde Uhldingen-Mühlhofen am Bodensee, bekannt durch seine barocke Wallfahrtskirche
Birthälmer Straße, Trudering
(1933) Biertan, ehemals überwiegend deutschsprachige Gemeinde Birthälm in Siebenbürgen/Rumänien
Birtlinger Zeile, Freimann
(1959) alter Flurname
Bischof-Adalbert-Straße, Milbertshofen
(1913) Albert I. von Harthausen (1113–1184), ab 1158 Bischof der Diözese Freising, zu der auch München gehört
Bischoffstraße, Am Hart
(1927)  Theodor Ludwig Wilhelm von Bischoff (1807–1882), ab 1854 Professor der Universität München und Mitglied der Akademie der Wissenschaften
Bischof-Ketteler-Straße, Perlach
(1931) Wilhelm Emmanuel von Ketteler (1811–1877), genannt Arbeiterbischof, Begründer der Katholischen Soziallehre
Bischweilerstraße,
(1879)
(1936) 18. Stadtbezirk
Bismarckstraße, Schwabing
(1894) Otto von Bismarck (1815–1898), erster Reichskanzler nach Bildung des Deutschen Kaiserreichs 1870
Bistritzer Weg, Trudering
(1962) Bistrița ehemals mehrheitlich deutschsprachige Stadt Bistritz in Siebenbürgen / Rumänien
Biterolfstraße, Neuhausen
(1929) Biterolf, Sagengestalt aus dem Dietrichepos, entstanden um 1260
Bitschstraße,
(1918) 17. Stadtbezirk
Blaichacher Straße, Forstenried
(1968) Blaichach, Gemeinde im Landkreis Oberallgäu
Blanckertzweg, Straßrudering
(1965) Heinrich Siegmund Blanckertz (1823–1908), Unternehmer. begründete die Stahlschreibfeder-Industrie
Blankbauerstraße, Neuperlach
(1954) Blankbauer, ein Perlacher Hausname
Blasien-Straße,St.-,
(1936) 27. Stadtbezirk
Blaukissenweg, Feldmoching
(2005) Pflanzengattung Blaukissen, eine Polsterstaude aus der Familie der Kreuzblütengewächse
Blaumeisenweg, Am Hart
(1977) Blaumeise aus der Familie der Meisen
Blausternweg, Feldmoching
(2004) Blausterne (Scilla), frühjahrsblühende Pflanzengattung
Bleibtreuplatz, Solln
(1947) Georg Bleibtreu (1828–1892), Historien- und Schlachtenmaler
Bleibtreustraße, Solln
(1947) siehe vorstehend
Bleicherhornstraße, Forstenried
(1935) Bleicherhorn, 1669 m hoher Berg in den Allgäuer Alpen
Bleisteinstraße, Allach
(1954) Bleistein, ein lokal angesiedelter Poltergeist, dessen Treiben nach der Sage erst vom Pfarrer beendet werden konnte
Bleßhuhnweg, Waldtrudering
(1971) Blesshuhn, Wasservogel aus der Familie der Rallen, gut zu erkennen an der Blesse über dem Schnabel
Bleyerstraße, Untersendling
(1934) Jakob Bleyer (1874–1933), Germanist und Wortführer der Deutschen in Ungarn (Batschka); von 1929 bis 1933 gab er die Deutsch-Ungarischen Heimatblätter heraus.
Blieskastelstraße, Thalkirchen
(2013) Blieskastel, Stadt im Saarland.
Blodigstraße, Hasenbergl
(1960) Karl Blodig (1859–1956), österreichischer Bergsteiger, Augenarzt und Publizist
Blombergstraße, Berg am Laim
(1920) Blomberg, 1248 m hoher Berg in den Bayerischen Voralpen im Landkreis Bad Tölz-Wolfratshausen
Blücherstraße, Neuhausen
(1903) Gebhard Leberecht von Blücher, Fürst von Wahlstatt (1742–1819), preußischer Generalfeldmarschall, Held der Schlacht von Waterloo, wo Napoleon endgültig besiegt wurde
Blütenring, Am,
(1936) 22. Stadtbezirk
Blütenstraße, Maxvorstadt
(1877) früher dort verlaufender Feldweg in die umliegenden blühenden Wiesen
Blüthenstraße,
(1879) siehe Blütenstraße
Blumenauer Steg, Blumenau
(2007) nach der benachbarten Siedlung Blumenau benannt.
Blumenauer Straße, Blumenau
(1965) Blumenau, Siedlung im Stadtbezirk Hadern
Blumenauerstraße,
(1936) 25. Stadteisteinbezirk
Blumenbachstraße, Untermenzing
(1945) Johann Friedrich Blumenbach (1752–1840), Zoologe und Anthropologe
Blumengarten,Am,
(1936) 18. Stadtbezirk
Blumenstraße, Altstadt
(1874) Blumenmarkt, der dort von März bis Oktober abgehalten wurde
Bluntschlistraße, Ludwigsvorstadt
(1936) Johann Caspar Bluntschli (1808–1881), Schweizer Rechtswissenschaftler, lehrte an der Universität München; verband die Prielmayer- mit der Schützenstraße
Blutenburgstraße, Neuhausen
(1877) Schloss Blutenburg, (ehemaligem Jagdschloss bei Obermenzing). Früher Neuhauser Fahrtweg, wichtigste Straßenverbindung zwischen München und dem Dorf Neuhausen, da die Nymphenburger Straße dem kurfürstlichen Hof vorbehalten war. Ab 1794 Nördlicher Marsfeldweg.
Bob-van-Benthem-Platz, Isarvorstadt
(2013) Bob Johannes van Benthem (1921–2006), erster Präsident des Europäischen Patentamtes.
Boberweg, Daglfing
(1972) Bober, Nebenfluss der Oder, entspringt in Tschechien und mündet in Schlesien in die Oder
Bochumer Straße,
(1936) 22. Stadtbezirk
Bockmeyrstraße, Moosach
(1913) vormaliger Bockmeyrhof
Bockspergerstraße,
(1936) nun Geisenhausenerstraße
Bocksdornstraße, Hasenbergl
(1947) Bocksdorne, aus der Gattung der Nachtschattengewächse
Bodelschwinghstraße, Obergiesing
(1958) Friedrich von Bodelschwingh: Drei Theologen gleichen Namens, unsicher, welchem von diesen die Straße zubenannt ist. Sie alle eint die Beziehung zu den Bodelschwinghschen Anstalten in Bethel, eine diakonische Einrichtung für Menschen mit Behinderungen.
Bodenbreitenstraße, Moosach
(1913) nach einem Flurnamen
Bodenehrstraße, Sendling-Westpark
(1913) Bodenehr, Kupferstecher- und Buchdruckerfamilie des 17. und 18. Jahrhunderts, die hauptsächlich in Dresden und Augsburg wirkte
Bodenschneidstraße, Ramersdorf
(1930) Bodenschneid, 1668 m hoher Berg in den Schlierseer Bergen
Bodenseeplatz,
(1936) 27. Stadtbezirk
Bodenseestraße, Pasing
(1956) Bodensee, mit 536 km² drittgrößter See Mitteleuropas
Bodenstedtstraße, Pasing
(1947) Friedrich von Bodenstedt (1819–1892), Schriftsteller, ab 1854 bis 1867 Professor für Slawistik an der Universität München
Böcklerweg, Trudering
(1933) mittelalterliche Münze, die wegen des aufgeprägten Bockes ‚Böckler‘ genannt wurde
Böcklinstraße, Neuhausen
(1903) Arnold Böcklin (1827–1901), Schweizer Maler, Zeichner und Grafiker
Böcklinstraße, Solln
Wurde 1947 umbenannt in Lommelstraße.
Böcksteiner Straße, Pasing
(1949) Böckstein, Ortsteil der Gemeinde Bad Gastein im Salzburger Land
Böglstraße, Perlach
(1954) Johann Baptist Bögl (1891–1950), Pfarrer in Perlach und Heimatforscher
Böhlaustraße, Obermenzing
(1955) Helene Böhlau (1856–1940), Schriftstellerin, zeitweise in München wohnhaft
Böhmer-Wald-Platz,
(1936) 29. Stadtbezirk
Böhmerwaldplatz, Bogenhausen
(1906) Böhmerwald, Bergkette an der deutsch-tschechischen Grenze
Böhmstraße, Perlach
(1931) Theobald Böhm (1794–1881), Münchner Juwelier, Komponist und Hofmusiker am Nationaltheater, erfand den Ringklappenmechanismus für Flöten
Bölckestraße,
(1936) 28. Stadtbezirk
Böttingerstraße, Schwabing-West
(1938) Johann Ignaz Michael Tobias Böttinger (1675–1730), in Bamberg geborener Geheimer Rat
Bogenhauser Kirchplatz, Bogenhausen
(1897) Platz vor der Kirche St. Georg
Bogenhauserstrasse,
(1835)
Bogenstraße, Haidhausen
(1856) vermutlich eine Abkürzung der früheren Benennung Bogenhauserfußweg
Bognerhofweg, Trudering
(1975) Bauernanwesen Bognerhof
Bolivarstraße, Neuhausen
(1931) Simón Bolívar (1783–1830), südamerikanischer Unabhängigkeitskämpfer gegen die spanische Kolonialherrschaft
Boltzmannstraße,
(1936) 22. Stadtbezirk
Bonhoefferstraße, Hasenbergl
(1976) Dietrich Bonhoeffer (1906–1945), lutherischer Theologe, Vertreter der Bekennenden Kirche, Widerstandskämpfer gegen den Nationalsozialismus, hingerichtet im KZ Flossenbürg
Bonifazius-Platz,St.-,
(1936) 17. Stadtbezirk
Bonner Platz, Schwabing-West
(1906) Bonn, Bundesstadt, bis 1990 provisorische Bundeshauptstadt
Bonner Straße, Schwabing-West
(1906) siehe vorstehend
Bonselsstraße, Bogenhausen
(1953) Waldemar Bonsels (1880–1952), Schriftsteller, sehr bekannt sein Werk Die Biene Maja und ihre Abenteuer
Bonteweg, Neuharlaching
(1967)  Philipp Bonte (1851–1914), Rentier und Wohltäter, errichtete testamentarisch eine Wohltätigkeitsstiftung
Boosstraße, Au
(1877) Roman Anton Boos (1733–1810), deutscher Bildhauer, Professor an der Akademie der bildenden Künste
Bopfinger Straße,
(1936) 22. Stadtbezirk
Bordeauxplatz, Haidhausen
(1976) Bordeaux, seit 1964 französische Partnerstadt Münchens
Borinskistraße, Aubing
(1955) Karl Borinski (1861–1922), Germanist und Literaturhistoriker, Professor an der Universität München
Boris-Blacher-Straße, Freimann
(1985) Boris Blacher (1903–1975), Komponist und Kompositionslehrer
Borodinstraße, Obermenzing
(1956) Alexander Porfirjewitsch Borodin (1833–1887), russischer Mediziner und Komponist
Borschtallee, Schwabing-West
(1920) Wilhelm Georg von Borscht (1857–1943), Münchner Oberbürgermeister von 1907 bis 1919
Ursprünglicher Verlauf vor der Aufschüttung des Luitpoldhügels über die Voelderndorff-Straße hinaus weiter bis zur damals weiter westlichen endenden Rühmannstrasse.
Borsigstraße, Feldmoching
(1962) August Borsig (1804–1854), Industrieller, gründete 1837 die Borsigwerke in Berlin, die sich hauptsächlich mit der Entwicklung und Produktion von Lokomotiven befasste
Bortenhofstraße, Hadern
(1952) einst dort existierender Bortenhof
Boschbrücke, Isarvorstadt
(1959) Johann Baptist Bosch (1873–1932), Leiter des Städtischen Tiefbauamts von 1919 bis 1932
Boschetsrieder Straße, Obersendling
(1901) ehemalige Hofmark Poschetsried zwischen München und Starnberg, Gelände der Jagdschloßanlage Fürstenried
Bosettistraße, Obermenzing
(1956) Hermine Bosetti (1875–1936), österreichische Kammersängerin an der Hofoper München
Bothestraße, Haidhausen
(1960) Walther Bothe (1891–1957), Kernphysiker, 1954 Nobelpreis für Physik
Bothmerstraße, Neuhausen
(1897) Maximilian Graf von Bothmer (1816–1878), bayerischer Generalquartiermeister und Chef des Generalstabes und
Felix von Bothmer (1852–1937), bayerischer General
Boxberger Straße, Freimann
(1932) Boxberg (Baden), Stadt im Main-Tauber-Kreis in Baden-Württemberg
Boyenplatz,
(1936) 29. Stadtbezirk
Boyenstraße,
(1918) 18. Stadtbezirk
Bozener Straße, Untergiesing
(1962) Bozen, Landeshauptstadt der italienischen Provinz Südtirol
Bozzarisstraße, Harlaching
(1910) Kostas Botsaris (1792–1853), griechischer General im Freiheitskampf gegen die türkische Herrschaft über Griechenland
Brabanter Straße, Schwabing
(1906) Herzogtum Brabant, historische Provinz im heutigen Belgien und den Niederlanden
Brachsenstraße, Trudering
(2011) Brachse oder Brasse, ein Fisch aus der Familie der Karpfen
Brachsenweg, Trudering
(1936) 32. Stadtbezirk
Straßenname zum 1. September 2007 eingezogen
Brachvogelplatz, Aubing
(1947) Albert Emil Brachvogel (1824–1878), deutscher Schriftsteller
Brachvogelstraße, Aubing
(1947) siehe vorstehend
Brändströmstraße, Trudering
(1966) Elsa Brändström (1888–1948), schwedische Philanthropin, die sich besonders für deutsche und österreichische Kriegsgefangene in Russland während des Ersten Weltkriegs eingesetzt hatte
Bräuhausgasse,
(1835)
Bräuhausstraße, Altstadt
(1876) Hofbräuhaus am Platzl
Bräutigamstraße, Solln
(1947) Johann Jakob Bräutigam (1790–1868), Maler der Königlich Bayerischen Porzellanmanufaktur. Zuvor hieß die Straße Zugspitzstraße.
Braganzastraße, Neuhausen
(1900) Braganza, portugiesisches Adelsgeschlecht der aus deren Reihen auch Könige von Portugal und Kaiser von Brasilien hervorgingen
Brahmsstraße, Bogenhausen
(1906) Johannes Brahms (1833–1897), deutscher Komponist, Pianist und Dirigent
Braithstraße,
(1918)
(1936) 29. Stadtbezirk
Bramburgstraße, Hadern
(1938) Bramburg, Burgruine in Hann. Münden im Landkreis Göttingen
Brandenburger Straße, Schwabing
(1907) Brandenburg, die ehemalige Mark Brandenburg, heute Bundesland, das Berlin umschließt
Brandströmstraße,
(1936) siehe Brändströmstraße
Brangänestraße, Schwabing-West
(1938) Brangäne, eine Gestalt aus der Oper Tristan und Isolde von Richard Wagner
Brannenburger Straße,
(1936) 25. Stadtbezirk
Brantstraße, Laim
(1925) Sebastian Brant (*um 1457 † 1521), Professor der Rechtswissenschaft, Kanzler der Stadt Straßburg
Braunauer Platz,
(1936) 31. Stadtbezirk
Braunaugenstraße, Freimann
(2008) Braunauge, Tagfalter, der früher für die Fröttmaninger Heide charakteristisch war
Brauneckstraße,
(1936) 31. Stadtbezirk
Braunmillerweg, Neuperlach
(1977) Willibrord Braunmiller, Benediktiner, Pfarrer der Pfarrei Sankt Bonifaz von 1956 bis 1967
Braunschweiger Platz,
(1936) 27. Stadtbezirk
Braunschweiger Straße, Moosach
(1963) Braunschweig, Stadt in Niedersachsen
Braunstraße, Harlaching
(1948) Kaspar Braun (1807–1877), in München gebürtiger Maler, Zeichner und Verleger der Fliegenden Blätter
Braystraße, Steinhausen
(1900) Otto von Bray-Steinburg (1807–1899), Politiker, von 1843 bis 1850 bayerischer Gesandter in St. Petersburg, bayerischer Außenminister und Vorsitzender des Ministerrats
Brecherspitzstraße, Obergiesing
(1904) Brecherspitz, 1683 m hoher Berg im Mangfallgebirge
Bregenzer Straße, Schwabing-West
(1925) Bregenz, Landeshauptstadt des österreichischen Bundeslandes Vorarlberg, am Bodensee gelegen
Brehmstraße, Untergiesing
(1914) Alfred Brehm (1829–1884), Zoologe und Schriftsteller. Verfasser von Brehms Tierleben
Breisacher Straße, Haidhausen
(1912) Breisach am Rhein, Grenzstadt zu Frankreich, bedeutende und hartumkämpfte Reichsfestung in der Zeit des Dreißigjährigen Krieges
Breitachstraße, Sendling-Westpark
(1925) Breitach, Allgäuer Gebirgsfluss, mündet in die Iller
Breitbrunner Straße, Sendling-Westpark
(1921) Breitbrunn, bis 1978 selbständige Gemeinde, jetzt Ortsteil von Herrsching am Ammersee
Breitensteinstraße,
(1936) 30. Stadtbezirk
Breiter Weg, Obermenzing
(1947) einst ein breiter Weg in die Obermenzinger Felder
Breithornstraße, Trudering
(1938) Breithorn, 2504 m hoher Berg in den Berchtesgadener Alpen
Breitschwertstraße, Solln
(1947) Wilhelm von Breitschwert (1828–1875), Münchner Maler. Zuvor hieß die Straße  Alpenstraße.
Bremer Platz,
(1936) 27. Stadtbezirk
Bremer Straße, Milbertshofen
(2003) Freie Hansestadt Bremen, Bundesland an der Weser
Brennereistraße, Hadern
(1948) Branntweinbrennerei, 2002 abgebrochenen
Brennerpaßstraße, Untergiesing
(1925) Brennerpass, 1370 m hoch gelegener Übergang von Österreich nach Südtirol
Brennerstraße,
(1918) nun Kurzstraße
Brentanostraße, Milbertshofen
(1924) Lujo Brentano (1844–1931), deutscher Nationalökonom und Sozialreformer
Breslauer Platz,
(1936) 28. Stadtbezirk
Breslauer Straße, Moosach
(1913) Breslau, heute die polnische Stadt  Wrocław
Brettener Straße, Freimann
(1932) Bretten, Stadt im baden-württembergischen Landkreis Karlsruhe
Brieger Straße, Moosach
(1935) Brieg, heute polnische Stadt Brzeg in der Woiwodschaft Opole
Brienner Straße, Altstadt, Maxvorstadt
(1826) Brienne-le-Château. In der Schlacht bei La Rothière in der Nähe Briennes gelang am 1. Februar 1814 den alliierten Truppen unter Führung von Fürst Blücher ein entscheidender Sieg gegen Napoléon.
Brinckmannstraße,
(1936) 28. Stadtbezirk
Brittingweg, Neuperlach
(1976) Georg Britting (1891–1964), deutscher Schriftsteller und Dichter
Brixener Straße,
(1936) 18. Stadtbezirk
Brixener Weg, Untergiesing
(1966) Brixen, Stadt in Südtirol
Brockenplatz,
Brockesstraße, Waldperlach
(1930) Barthold Heinrich Brockes (1680–1747), deutscher Schriftsteller und Dichter der frühen deutschen Aufklärung
Brodersenstraße, Englschalking
(1930) Friedrich Brodersen (1873–1926), Opernsänger, von 1903 bis 1920 am Münchner Hoftheater engagiert
Brodstraße, Kirchtrudering
(1932) Martin Brod (1861–1918), Truderinger Bürger
Bromberger Straße, Denning
(1930) Bromberg, jetzt polnische Stadt Bydgoszcz im ehemaligen Ostpommern
Brosamerstraße, Laim
(1904) Hans Brosamer (1495–1554), deutscher Maler, Kupferstecher und Formschneider
Bruchwegerl,
(1936) 32. Stadtbezirk
Straßenname 2012 eingezogen
Bruckenfischerstraße, Harlaching
(1938) Gasthaus Bruckenfischer bei der ersten nachweisbaren Isarbrücke beim Kloster Schäftlarn
Bruckmannstraße, Nymphenburg
(1900) Friedrich Bruckmann (1814–1898), deutscher Verleger, gründete den 1884 in eine Aktiengesellschaft gewandelten Bruckmann-Verlag
Brucknerstraße, Bogenhausen
(1902) Anton Bruckner (1824–1896), österreichischer Komponist der Romantik und Musikpädagoge
Brudergang,
(1835)
Bruderhofstraße, Sendling
(1890) gleichnamiger Bauernhof, der zusammen mit der benachbarten Brudermühle zwei verfeindeten Brüdern gehörte, von deren Fehde örtliche Sagen berichten
Brudermühlbrücke, Sendlingn Untergiesing
(um 1855) siehe Bruderhofstraße
Brudermühlstraße, Sendling
(1890) siehe Bruderhofstraße
Brudermühltunnel, Sendling
(1988) siehe Bruderhofstraße
Brudermühlweg,
(1876) Brudermühle
Bruderstraße, Lehel
(vor 1894) Gastwirt Josef Brüderl, der dort eine Gaststätte betrieb
Brückenauer Straße,
(1936) 31. Stadtbezirk
Brückestraße, Allach
(1945) Ernst Wilhelm von Brücke (1819–1892), Physiologe
Brücklmeierstraße Hasenbergl
(1953) Eduard Brücklmeier (1903–1944), Legationsrat a. D., Widerstandskämpfer, im Zusammenhang mit dem Attentat auf Hitler vom 20. Juli 1944 hingerichtet
Brünnsteinstraße, Obergiesing
(1904) Brünnstein, 1634 m hoher Berg im Mangfallgebirge
Brüsseler Straße, Schwabing
(1912) Brüssel, Hauptstadt Belgiens und Hauptsitz der Organe der Europäischen Union, „zur Erinnerung an die von Kaiser Ludwig dem Bayer seinerzeit der Wittelsbacherischen Hausmacht einverleibten Niederlande“
Bruggspergerstraße, Harlaching
(1900) Melchior Bruggsperger, Bader, pflegte um 1614 unentgeltlich Kranke und Arme in seinem Hause und wurde so der Begründer des Versorgungs- und Siechen-Spitals zu Sankt Joseph
Brukenthalstraße, Riem
(1933) Samuel von Brukenthal (1721–1803), Gouverneur von Siebenbürgen
Brumerhof,
(1876)
Brundageplatz, Olympiapark
(1975) Avery Brundage (1887–1975), von 1952 bis 1972 Präsident des Internationalen Olympischen Komitees
Brunecker Straße, Sendling-Westpark
(1926) Bruneck, Stadt in Südtirol
Brunellenweg, Blumenau
(1947) Brunellen, Pflanzengattung aus der Familie der Lippenblütler
Brunhamstraße, Aubing
(1947) nach einer im Dreißigjährigen Krieg untergegangenen Siedlung zwischen Lochham und Pasing
Brunhildenstraße, Nymphenburg
(1900) Brunhilde, Sagengestalt aus dem Nibelungenlied
Brunnbachleite, Bogenhausen/Oberföhring
(1966) verläuft entlang des Brunnbaches
Brunnengasse,
(1835)
Brunnenkopfstraße,
(1936) 28. Stadtbezirk
Brunnenweg, Harlaching
(1929) Bezeichnung entsprichend der als Gartenstadt gebauten Siedlung
Brunnerstraße, Schwabing-West
(1920) Philipp Brunner (1844–1919), Jurist und 2. Bürgermeister Münchens von 1893 bis 1914
Brunn Gasse,
(1850)
Brunnstraße, Altstadt
(vor 1806) früher hier stehender öffentlicher Brunnen, der nach Verlegung der städtischen Wasserleitung entfernt wurde
Brunntal, (Bad) siehe Bad Brunntal
(1936)
Brunntalerstraße,
(1876) → Brunnthalerstrasse
Brunntaler Straße,
(1936) 16. Stadtbezirk
Brunnthal,
(1876)
Brunnthaler Weg, Neuperlach
(2016) Brunnthal, Gemeinde im Landkreis München; vorher Friedrich-Berber-Weg
Brunnthalerstrasse,
(1976)
Brunnwiesenweg, Lochhausen
(2007) Flurname der dortigen Gegend; nasse Mooswiesen mit reichem Quellgebiet werden in München als Brunnwiesen bezeichnet.
Bruno-Frank-Weg, Feldmoching
(1956) Bruno Frank (1887–1945), jüdischstämmiger Münchner Schriftsteller, 1933 emigriert, seine Werke wurden von den Nationalsozialisten verbrannt
Bruno-Hofer-Platz, Am Hart
(1927) Bruno Hofer (1861–1916), Zoologe, Begründer des Instituts für Zoologie, Fischereibiologie und Fischkrankheiten der ehemaligen Königlichen Tierärztlichen Hochschule München
Bruno-Paul-Straße, Aubing
(1984) Bruno Paul (1874–1968), Architekt, Karikaturist, Hochschullehrer
Bruno-Walter-Ring, Englschalking
(1967) Bruno Walter (1876–1962), jüdischstämmiger Dirigent, Pianist und Komponist, emigrierte 1933 nach Österreich, 1939 in die USA
Buchauerstraße, Solln
(1938) Joseph Buchauer (1859–1927), Sollner Kirchenvorstand. Vor 1938 war Solln noch nicht Teil von München und die Straße hieß  Nathalienstraße.
Buchbacher Straße, Berg am Laim
(1960) Buchbach, Gemeinde im Landkreis Mühldorf am Inn
Bucheckernweg, Harlaching
(1964) Bucheckern, Früchte der Rotbuche
Buchendorfer Straße, Fürstenried
(1921) Buchendorf, bis 1978 eigenständige Gemeinde, seither Ortsteil von Gauting im Landkreis Starnberg
Buchenstraße, Solln
1947 umbenannt in Glötzleweg.
Buchenweg, Allach
(1947) alter Buchenbestand in der Angerlohe
Buchfinkenweg, Am Hart
(1945) Buchfink, Singvogel, Teilzieher, aber auch Zugvogel
Buchhierlstraße, Solln
(vor 1920) Eduard Buchhierl (1856–1907), Sollner Bürgermeister, die Straße wurde bei der Eingemeindung Sollns 1938 Teil von München.
Buchhorner Straße, Freimann
(1932) Buchhorn, der frühere Name der jetzigen baden-württembergischen Stadt Friedrichshafen am Bodensee, 1802 Bayern zugesprochen, aber 1810 zum Königreich Württemberg geschlagen
Buchloer Platz,
(1936) 28. Stadtbezirk
Buchloer Straße, Fürstenried
(1964) Buchloe, Stadt im schwäbischen Landkreis Ostallgäu
Buchnerstraße, Ramersdorf
(1935) Hans Buchner (1850–1902), Münchner Arzt, Bakteriologe und Hygieniker, Privatdozent an der Universität München, später Inhaber des Lehrstuhls für Hygiene
Buchsteinstraße, Berg am Laim
(1961) Buchstein 1701 m hoher Berg in den Tegernseer Bergen
Budapester Straße, Ramersdorf
(1932) Budapest, Hauptstadt von Ungarn
Büchmannstraße, Trudering
(1939) Georg Büchmann (1822–1884), deutscher Philologe
Bühler Weg, Fürstenried
(1968) Bühl am Alpsee, Luftkurort in der Gemarkung Immenstadt im Allgäu
Bülowplatz,
(1936) 14. Stadtbezirk
Bülowstraße, Bogenhausen
(1962) Hans von Bülow (1830–1894), deutscher Klaviervirtuose, Dirigent, Komponist und Kapellmeister
Bürgermeister-Keller-Straße, Trudering
(1933) Michael Keller (1875–1948), Bürgermeister der vormaligen Gemeinde Trudering
Bürgerstraße, Bogenhausen
(1914) Gottfried August Bürger (1747–1794), deutscher Dichter in der Zeit der Aufklärung
Bürkelstraße, Parkstadt Solln
(1927) Heinrich Bürkel (1802–1869), Maler.
Bürkleinstraße, Lehel
(1894) Georg Friedrich Christian Bürklein (1813–1872), deutscher Architekt und bayerischer Baubeamter. Bekannt sind die Hauptbahnhöfe in München, Augsburg, Würzburg und Pasing und das Maximilianeum
Buerstraße,
(1936) 22. Stadtbezirk
Büssingenstraße,
(1936) 24. Stadtbezirk
Buhlstraße, Am Hart
(1927) Ludwig von Buhl (1816–1880), Pathologe, Professor an der Universität München
Bukarester Straße,
(1936) 28. Stadtbezirk
Bummstraße, Schwabing-West
(1927) Anton Bumm (1849–1903), Psychiater und Mediziner, initiierte den Bau der Psychiatrischen Universitätsklinik in München
Bunsenstraße, Neuperlach
(1968) Robert Wilhelm Bunsen (1811–1899), deutscher Chemiker, entwickelte mit Gustav Robert Kirchhoff die Spektralanalyse
Buntspechtweg, Allach
(2007) Buntspecht, Vogelart aus der Familie der Spechte
Bunzlauer Platz, Moosach
(1970) Bunzlau, Stadt in der polnischen Woiwodschaft Niederschlesien
Bunzlauer Straße, Moosach
(1970) siehe vorstehend
Burckhardtstraße,
(1936) 24. Stadtbezirk
Burgauerstraße, Daglfing
(1955) Franz Burgauer, Gastwirt in Daglfing, Gründer der 1902 eröffneten Trabrennbahn in Daglfing
Burg-Eltz-Weg, Hadern
(1961) Burg Eltz, Burg im Landkreis Mayen-Koblenz
Burgenlandstraße,
(1936) 30. Stadtbezirk
Burgerplatz, Laim
(1959) Fritz Burger (1877–1916), Kunsthistoriker und Künstler aus München
Burggasse,
(1835)
Burggrafenstraße, Berg am Laim
(1904) Burggraf Friedrich IV. von Nürnberg (1287–1332) aus dem Geschlecht der Hohenzollern
Burghausenerstraße,
siehe Burghausener Straße
Burghausener Straße, Neuhausen
(1903) Burghausen, Stadt an der Salzach, an der Grenze zu Österreich, mit der weltweit größten Burganlage
Burgkmairstraße, Laim
(1931) Hans Burgkmair der Ältere (1473–1531), Augsburger Maler, Zeichner und Entwerfer für den Holzschnitt
Burgstraße, Altstadt
(vor 1364) ehemalige Münchner Burg, jetzt Alter Hof
Burgunderstraße, Schwabing-West
(1959) Burgunder, germanischer Volksstamm, berühmt durch die Nibelungensage
Burkheimer Straße, Aubing
(1947) Ruine Burkheim, ehemaliges, zwischen 1672 und 1676 zerstörtes Schloss in der südbadischen Gemeinde Vogtsburg im Kaiserstuhl
Burmesterstraße, Freimann
(1968) Ludwig Burmester (1840–1927), Mathematiker und Erfinder
Buschingstraße, Bogenhausen
(1955) Paul Busching (1877–1945), Professor und Wohnungsreformer.
Buschrosenweg, Hadern
(1947) Buschrosen ist die mundartliche Abkürzung für Buschwindröschen
Bussardweg, Waldtrudering
(1957) Bussarde, Gattung der Greifvögel
Bustellistraße, Nymphenburg
(1954) Franz Anton Bustelli (1723–1763), einer der bedeutendsten Porzellankünstler des Rokoko, arbeitete an der Porzellanmanufaktur Nymphenburg
Butenandtstraße, Großhadern
(1996) Adolf Butenandt (1903–1995), Chemie-Nobelpreisträger
Butlerplatz,
(1918) siehe Butlerstraße
Butlerstraße, Ramersdorf
(1929) Viktorine von Butler-Haimhausen (1811–1902), Münchner Philanthropin und Schriftstellerin, Gründerin der katholischen Frauenhilfswerke und Bildungseinrichtungen
Butterblumenweg, Blumenau
(1967) Butterblume, ein landschaftlich unterschiedlich benutzter Ausdruck für diverse gelbblühende Wiesenpflanzen wie Hahnenfuß, Trollblume oder Scharbockskraut
Buttermelcherstraße, Isarvorstadt
(vor 1823) nach dem ehemaligen Buttermelchergarten, Anfang des 18. Jahrhunderts eine gern besuchte Milchwirtschaft und später Gartenbierwirtschaft
Byecherstraße, Laim
(1901) Mathias Byecher, der 1632 im Dreißigjährigen Krieg eine der 42 Münchner Geiseln König Gustavs II. Adolf war, um der Plünderung zu entgehen